# Atacul de la Smârdan (pictură de Nicolae Grigorescu)
 Acest articol dezvoltă secțiunea Opera a articolului principal Nicolae Grigorescu 
Atacul de la Smârdan este o pictură de mari dimensiuni, realizată de pictorul român Nicolae Grigorescu în perioada 1878-1885. Lucrarea a fost comandată de Primăria București în anul 1878, contractul de execuție prevăzând realizarea sa într-un termen de trei ani de zile. Termenul a fost cu mult depășit, Grigorescu terminând pictura în anul 1885. Prin prezența continuă și substanțială în spațiul public, tabloul a intrat definitiv în conștiința publicului, ca una din reprezentările emblematice ale efortului militar al tinerei armate române pentru câștigarea independenței naționale.
Nicolae Grigorescu a luat parte, ca reporter, la Războiul de Independență din 1877-1878, observând și înregistrând în sute de desene, adevărate stenograme, desfășurarea luptelor și a vieții zilnice de pe front. În acest fel, pictorul a realizat o documentare amplă, care i-a permis ulterior să realizeze unele din cele mai izbutite picturi istorice din arta plastică românească, în special cele consacrate scenelor de înalt dramatism și eroism, la care au luat parte soldații români.
Tabloul redă o scenă din asaltul executat de trupele Regimentului VI de Linie, din Tecuci asupra satului Smârdan, la 12/24 ianuarie 1878, ca parte a operației de cucerire a Vidinului.
Pentru executarea comenzii de la primărie, artistul a folosit documentarea realizată pe front, făcând numeroase crochiuri și schițe în creion, cărbune, laviu sau ulei. Din cele cunoscute până în prezent, în perioada în care a lucrat la această lucrare, Nicolae Grigorescu a creat cel puțin trei tablouri finalizate ale Atacului de la Smârdan. Tabloul de la Muzeul Național de Istorie este considerat de critica de artă ca fiind cel mai bine realizat, fapt pentru care fost clasat în Patrimoniul cultural național al României, secțiunea Tezaur. Mai există încă trei tablouri finalizate, considerate a fi studii premergătoare înfăptuirii capodoperei finale. Toate sunt de mari dimensiuni. Unul se află la Muzeul Național de Artă al României, unul la Muzeul de Artă din Craiova și unul într-o colecție privată la Ploiești. 
Prin dimensiunile sale, Atacul de la Smârdan este unic în arta românească, ridicându-se la nivelul reputației pe care pictorul o avea în România. Nimeni înaintea lui, nici măcar Theodor Aman, nu a încercat să facă o asemenea lucrare de o așa mare importanță. Tabloul este impresionant prin senzația de mișcare pe care o redă în raport cu monumentalitatea și dimensiunile lui. Imaginea înfățișată este de un puternic dramatism, ea având în primul plan două leșuri în mărime naturală: un turc care zace pe spate în zăpadă cu mâinile întinse, simbolizând renunțarea, și în dreapta lui un român căzut cu mâinile încleștate pe pușcă. Pe lângă aceștia trec în fugă infanteriștii români cu baioneta la armă, într-o avântată poziție de atac. Atitudinea soldatului din prim-plan este reluată la fiecare soldat român, fapt care amplifică motivul inițial ca într-o simfonie, sporind astfel efectul eroic de ansamblu. Capelele căzute în zăpadă, flacăra exploziilor, cenușiul mantalelor, sumbrul cer hibernal și roșul fesurilor, întregesc atmosfera pâcloasă și plumburie a câmpului din zorii dimineții de 13 ianuarie 1878.
Astăzi opera se află în proprietatea Muzeului Național de Istorie a României, tabloul fiind una dintre cele mai importante opere de artă românească ce se află pe teritoriul Românei, exceptând operele lui Constantin Brâncuși.

## Pictura istorică în opera lui Nicolae Grigorescu
Ca o caracteristică generală, pictura istorică a fost prima cale pe care au mers majoritatea artiștilor români, care s-au format în prima jumătate a secolului al XIX-lea. Această direcție, abordată la debutul lor și de Constantin Lecca, Barbu Iscovescu, Constantin Rosenthal, Theodor Aman, Gheorghe Tattarescu și mulți alții, a fost și prima opțiune a lui Nicolae Grigorescu în domeniul picturii de tip laic, de șevalet. Reprezentările istorice s-au încadrat astfel grupului de opere care au modelat calea mai multor generații în ceea ce privește înțelegerea istoriei naționale românești. De asemenea, picturile istorice făcute de Nicolae Grigorescu aparțin grupului de opere ale căror imagini au fost replicate în cărți și manuale sau au fost folosite ca surse de inspirație pentru reprezentări ulterioare. Utilizarea acestor picturi împreună cu opere literare cu tematică similară, a contribuit la articularea și consolidarea în rândul conștiinței publice a unei identități vizuale unitare asupra istoriei naționale.
Până să realizeze picturile în care a înfățișat scene din Războiul de la 1877, artistul a avut mai multe încercări de reprezentări ale unor scene istorice: Mihai scăpând stindardul (1856), Mihai Viteazul la Călugăreni (1857), Unirea principatelor (1863-1864), Dragoș și zimbrul (1863-1864) sau Bătălia de la Călugăreni (1868)[B]. 

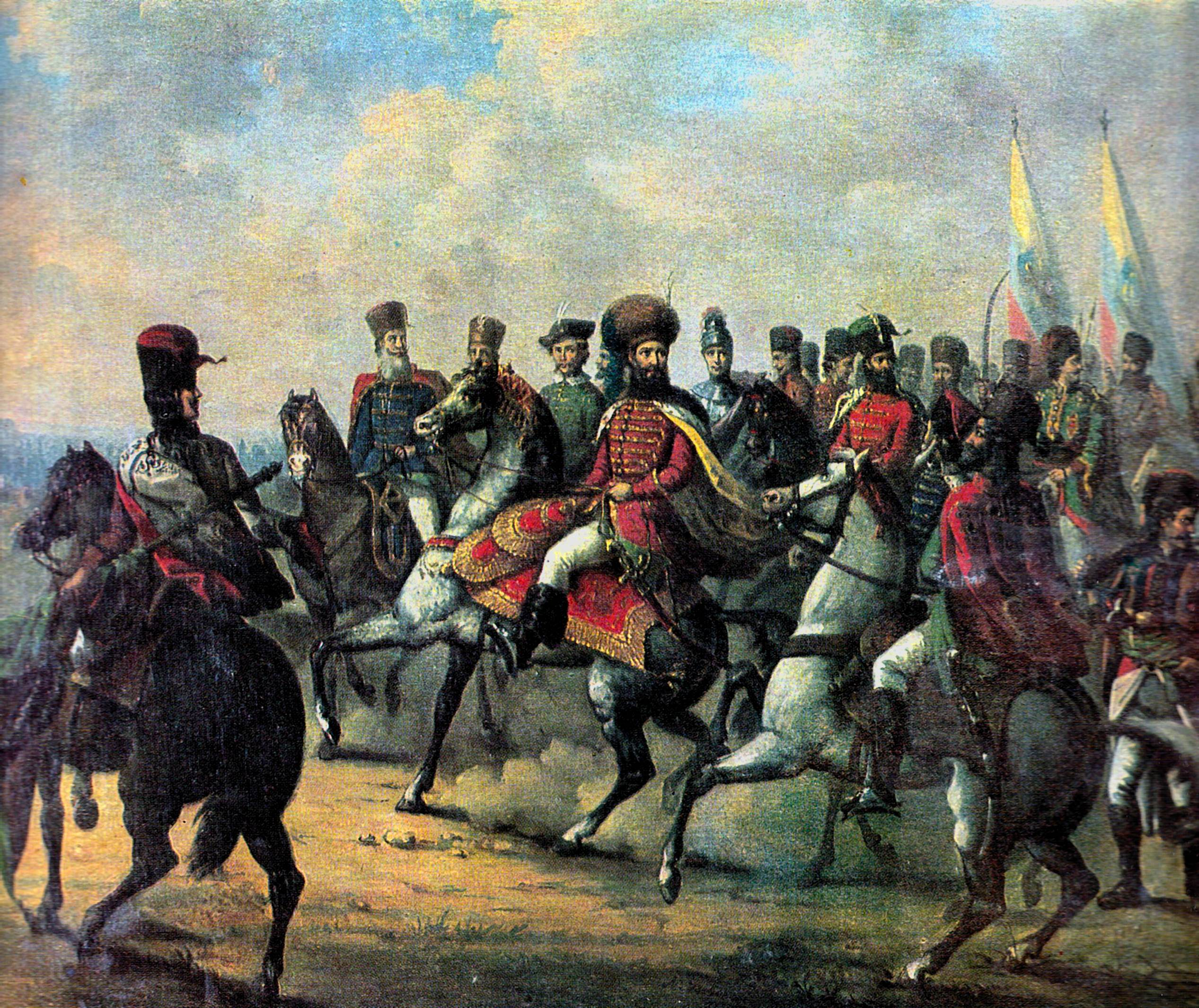
Mihai Viteazul la Călugăreni - de Nicolae Grigorescu ~ 1857

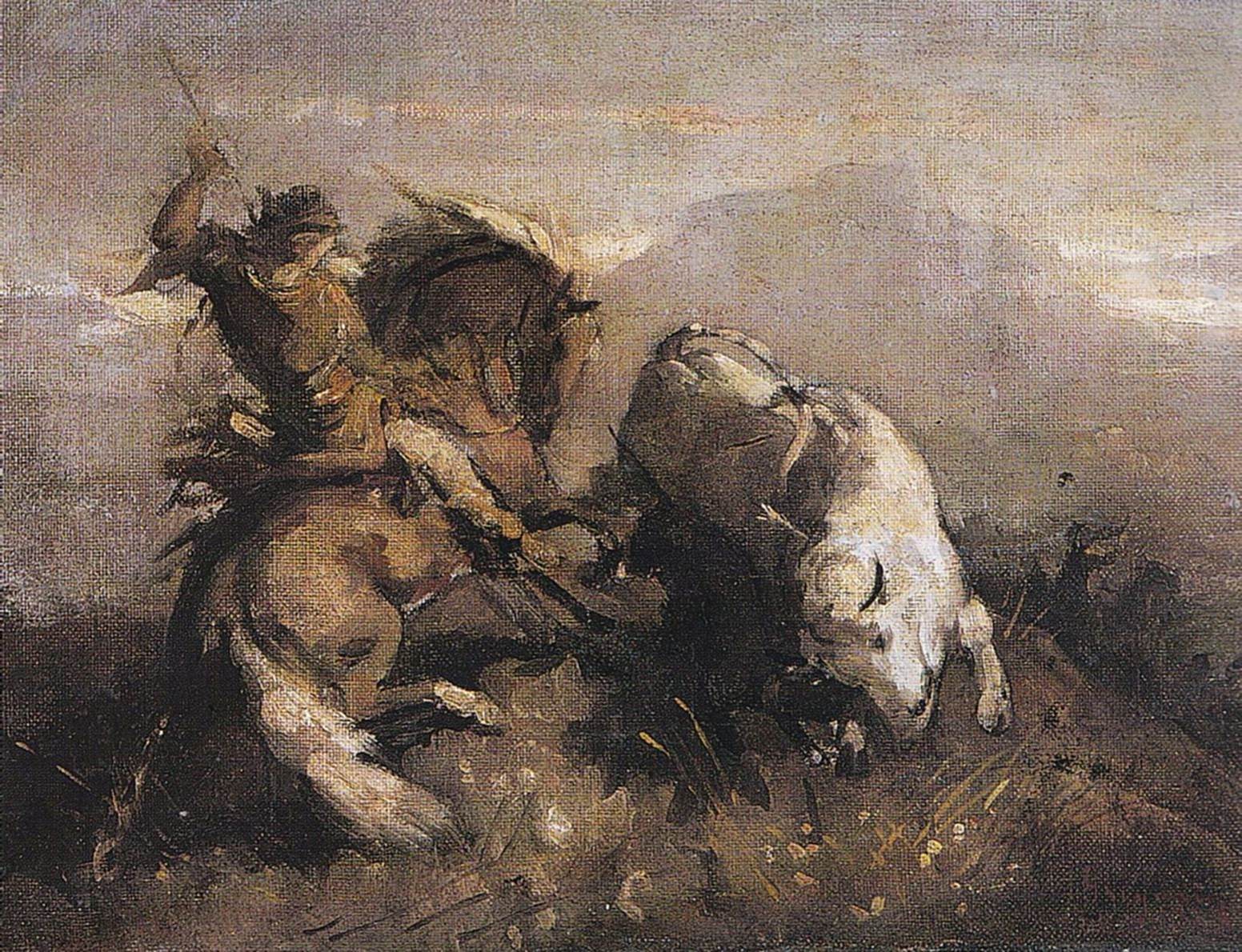
Dragoș și zimbrul - schiță (1863-1864)

Dacă în Mihai scăpând stindardul și în Mihai Viteazul la Călugăreni avem de-a face cu niște fantezii, închipuiri rezultate dintr-o imitație a unei tendințe specifice epocii în care au fost realizate, anii petrecuți în Franța și-au pus amprenta în ultimele lucrări enumerate. Acestea sunt mai convingătoare, mai spontane, și marchează evidentul interes al lui Grigorescu în a avea o continuitate pentru acest gen al picturii istorice. Pictorul nu și-a dat măsura priceperii în acest domeniu decât atunci când a avut posibilitatea de a vedea pe viu miezul evenimentelor istorice la care a luat parte. Toată creația sa din perioada 1877-1878 și ulterioară în această direcție s-a bazat pe schițele și crochiurile pe care le-a făcut la fața locului în timpul operațiunilor de pe front și ea nu fost datorată unei imaginații care duce la final, indiscutabil, spre fantastic.
„Monocromia maestrului nostru, îți reprezintă exact atmosfera plumburie a războiului. El vede masa, iar nu detaliile; soldații, iar nu ofițerii; și în năpraznica pornire a maselor nu are timp să caute o poză academică pentru vreun erou de atelier. ”—Barbu Delavrancea - citat prezentat de Mircea Popescu în Nicolae Grigorescu, seria Arta pentru toți, Editura Meridiane, București, 1962, pag. 20

## EpopeeaAtacului de la Smârdan

### Războiul
Participarea la războiul desfășurat în perioada anilor 1877 - 1878, a fost o etapă importantă în procesul realizării unității național-statale a României. Folosindu-se de conflictul dintre Imperiul Rus și Imperiul Otoman, România și-a proclamat unilateral independența față de puterea suzerană - Imperiul Otoman, independență ce avea apoi să fie susținută prin participarea la operațiile militare. După ce în anul 1876 relațiile dintre cele două imperii s-au deteriorat, România prin guvernul său, a încheiat la 4/16 aprilie 1877 cu Imperiul Rus o convenție secretă, care a permis armatei țariste să ajungă spre sud, la Dunăre, trecând prin teritoriul românesc. În scurt timp Guvernul României a declarat război Imperiului Otoman în contextul existenței de facto a unei stări conflictuale pe toată linia Dunării, iar la data de 9 mai Adunarea Deputaților a votat actul de independență care a fost sancționat de către regele Carol I la 10 mai 1877. De facto, independența a trebuit să fie obținută pe câmpul de luptă, pentru a putea fi impusă Porții Otomane.

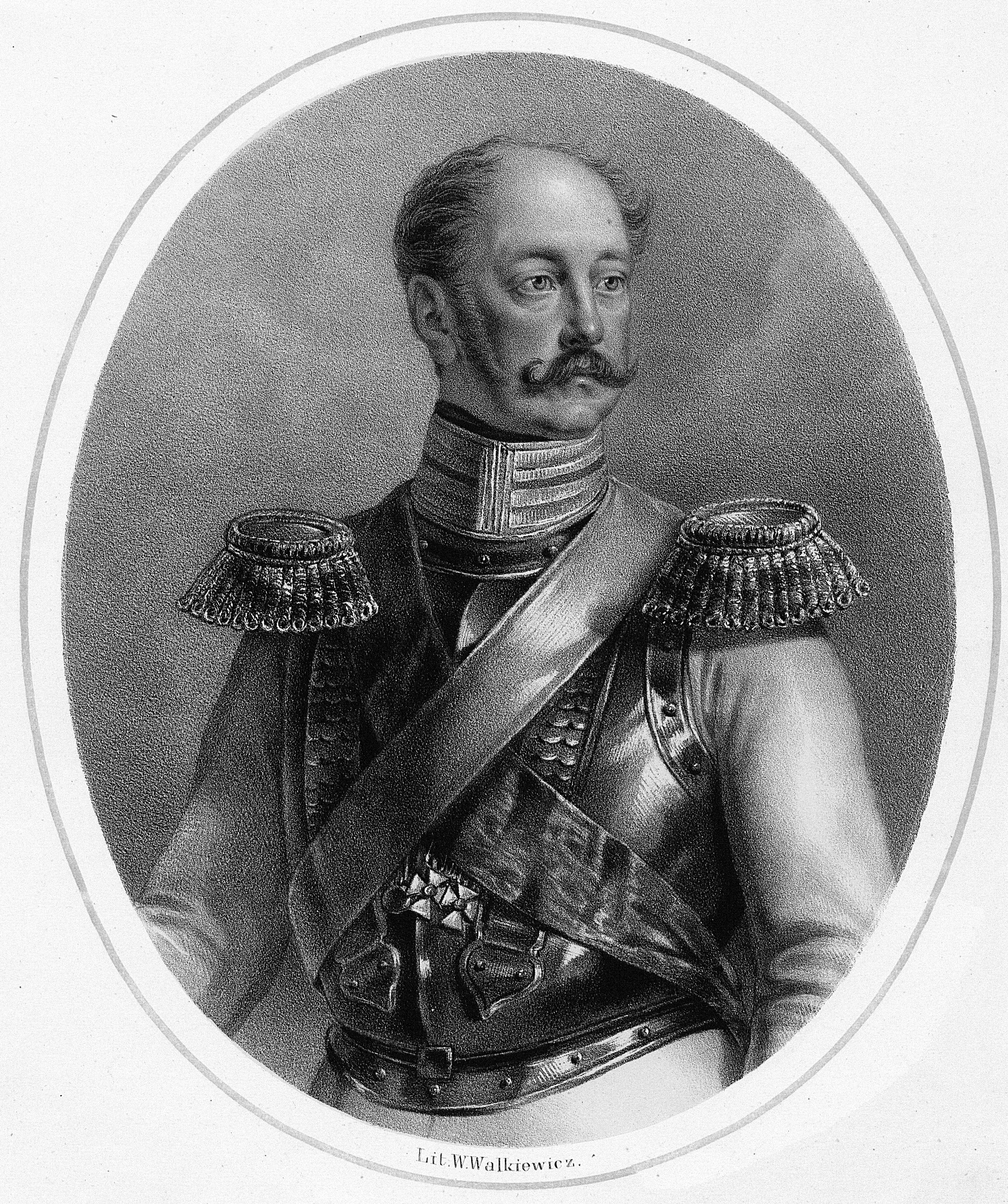
Nicolae I al Rusiei (1860)

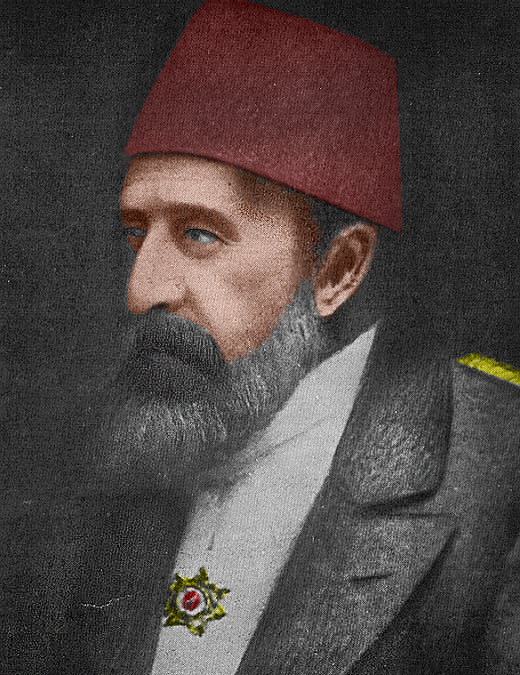
Sultanul Abdul-Hamid al II-lea

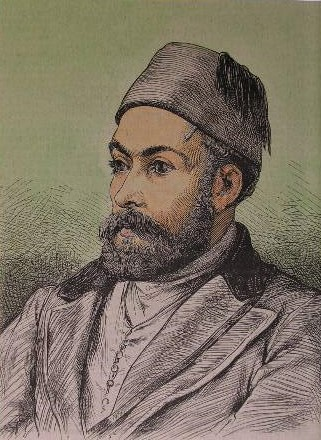
Osman Pașa (1878)

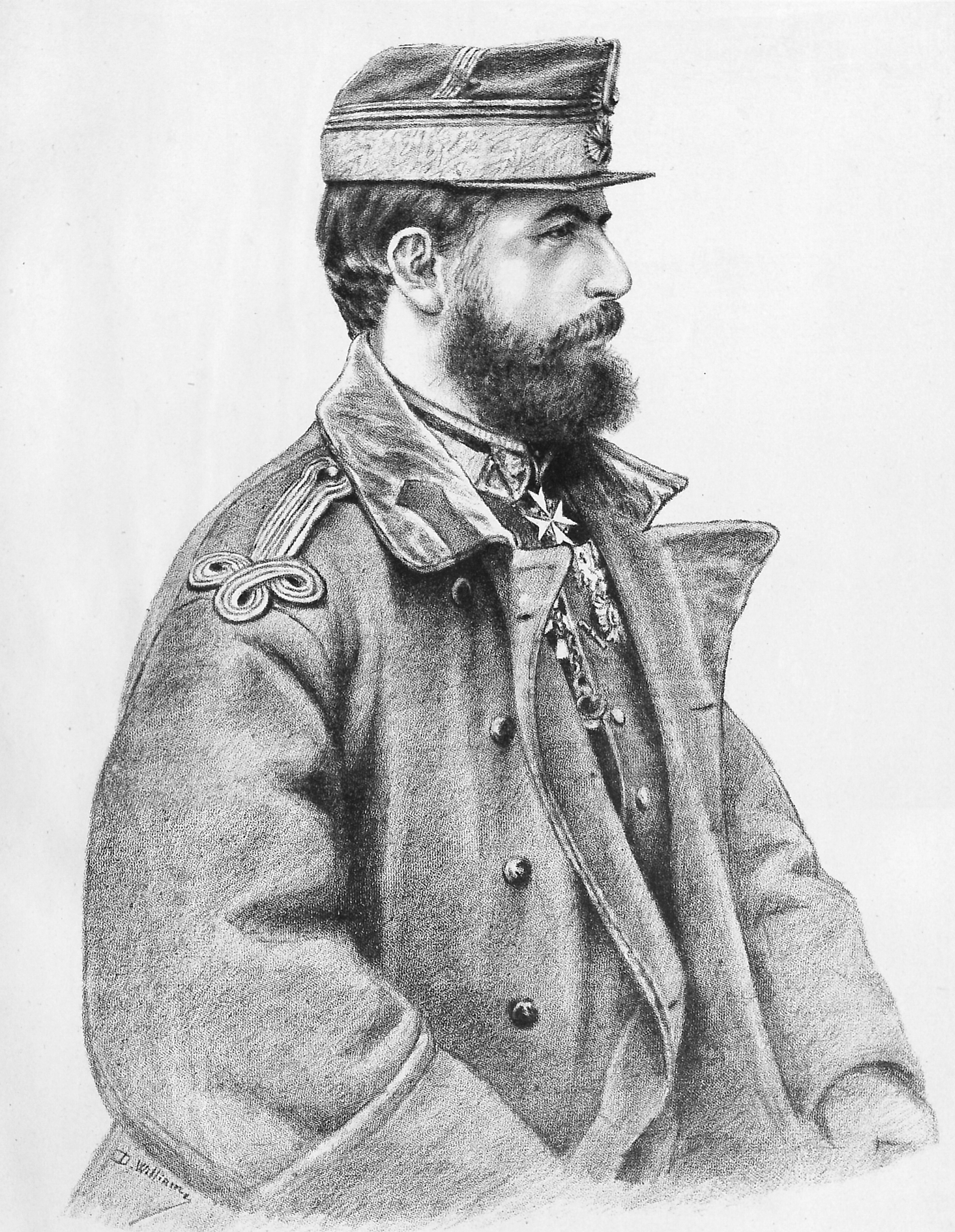
Carol I al României (1881)

Teatrul principal de operații militare a fost în zona balcanică, trupele române trecând Dunărea ca urmare a unei solicitări telegrafice a marelui duce Nicolae I al Rusiei către principele Carol.
Armatei române de operații, conduse de către principele Carol, i-a fost destinată în luna august 1877 ca linie de operații valea Vidului, iar ca efort principal Plevna unde se afla un puternic grup de forțe, sub comanda lui Osman Pașa într-un lagăr întărit de o putere considerabilă. Participând la ce-a de-a treia bătălie de la Plevna, finalizată la sfârșitul lunii august cu un insucces ca urmare a deciziei ruse de a se adopta soluția unui atac direct în contextul unor forțe de atac insuficiente, trupele române au obținut singura realizare notabilă a bătăliei, cucerirea redutei Grivița 1. După încercuirea completă a Plevnei la jumătate lunii noiembrie de către trupele ruso-române, aceasta a căzut la 28 noiembrie. Au apărut astfel ample posibilități de acțiune asupra celorlalte zone de concentrare a trupelor otomane: Vidin, Cadrilater, Sofia, Adrianopole și de finalizare cu succes a războiului.
La sfârșitul lunii noiembrie 1877, continuarea operațiunilor militare de către armata română aflată a sud de Dunăre, a avut în vedere puternica concentrare de trupe otomane de la Vidin. Printre punctele înaintate de rezistență aflate în calea unei ofensive spre Vidin ce ar fi fost declanșată de pe malul drept al Dunării, se afla și cel de la Smârdan. Acesta din urmă era organizat împreună cu Inova într-un punct de rezistență înaintată, care era cea mai importantă poziție de apărare de acest tip, aflată pe căile de acces spre Cetatea Vidinului. Deși împresurarea cetății s-a făcut până pe 10 ianuarie 1878, avându-se în vedere izolarea sa definitivă, a fost necesară ocuparea prealabilă a punctelor sale înaintate de rezistență. În ziua de 12 ianuarie, Smârdanul a fost atacat de infanteria și cavaleria română cu sprijinul artileriei proprii. Asaltul a fost efectuat în condiții de ceață, fiind întâmpinat cu un foc violent de artilerie și infanterie. După ce contraatacul otoman a fost oprit de șarje de cavalerie, la intrarea în Smârdan, trupele române au fost angajate în lupte de stradă finalizate cu succes de abia la căderea serii.
„... Calităților combatante etalate în foc de către trupele teritoriale și de către cele ale armatei regulate, la Smârdan, li s-au adăugat măsurile luate de comandamentul român, atât de omogenizare a unităților tactice – cu efecte dintre cele mai pozitive pentru capacitatea de luptă, cât și de organizare compozită a coloanelor de atac. Astfel se întâmplase și la Grivița, dar tot la fel ca acolo, biruința de la Smârdan a fost una obținută cu mari sacrificii. Cu toate acestea, numele satului Smârdan a devenit un simbol pentru victorie.”
Asaltul final al Vidinului a fost amânat atât pentru ca cetatea să fie supusă unui bombardament eficace de artilerie, cât și din cauza vremii nefavorabile. Între timp datorită armistițiului intervenit între armatele ruse și otomane, ostilitățile au luat sfârșit pe 22 ianuarie. Bombardamentul de artilerie din acea zi, a fost ultimul act de război al armatei române în campania de la sud de Dunăre.

### Documentarea vizuală
Practica autorităților de a aduna documente artistice, autentice, cu privire la evenimentele cu caracter militar datează de la începutul secolului al XIX-lea, el generalizându-se o dată cu Războiul Crimeii (1853-1856). În timpul campaniei pentru Războiul pentru Independența României din 1877, armata română a fost secondată de un grup de artiști a căror menire a fost surprinderea pe viu a unor scene de luptă sau de tabără ce se derulau pe tot întinsul frontului. Din acest grup au făcut parte Nicolae Grigorescu, Carol Popp de Szathmári care era pictorul oficial al Casei Regale a României, Sava Henția ce tocmai revenise de la studii din străinătate și G.D. Mirea care tocmai terminase Școala de Belle Arte din București. Alături de artiști s-au alăturat corespondenții de război (jurnaliștii) ai celor mai importante ziare din Europa Occidentală.
Dintre aceștia, Grigorescu este probabil cel mai cunoscut pictor al războiului de independență, datorită marelui număr de tablouri pe care le-a făcut cu acest subiect. Cooptarea lui și a lui Sava Henția în grupul pictorilor reporteri de război s-a făcut la intervenția generalului medic Carol Davila, care era șeful serviciului medical al armatei române. Invitația oficială a fost primită de Grigorescu pe când se afla la Paris iar la jumătatea lunii iunie pictorul se afla deja la Poiana Mare, unde era instalat Marele Cartier General al armatei române. Suferind de friguri, Grigorescu a fost nevoit să se deplaseze într-o trăsură de campanie, în care avea „tot ce-i trebuia pentru a picta, mânca și dormi”, după cum afirma doctorul Constantin I. Istrati. A putut astfel să asiste la toate marile momente ale Războiului de Independență, mai puțin la atacul de la Smârdan.
Nicolae Grigorescu a observat și înregistrat în sute de desene - adevărate stenograme, desfășurarea luptelor și a vieții de pe front. În acest fel, pictorul și-a format un adevărat bagaj vizual care i-a permis ca ulterior să realizeze cele mai izbutite picturi istorice din arta plastică românească. Toate acestea au fost consacrate evenimentelor cu un înalt dramatism și eroism la care au luat parte soldații români. Unul dintre aceste tablouri avea să fie Atacul de la Smârdan, tablou care constituie prin el însuși mărturie de prim rang a modului cum artistul a interpretat și a știut să înfățișeze evenimentele. Atât factura compozițională cât și materia picturală au subliniat cu mare veridicitate dinamismul și atmosfera luptelor care s-au dat în acele vremuri.
Cronicar al războiului, Nicolae Grigorescu a rămas singurul artist care a reușit să se exprime plastic cu mijloacele remarcabile ale picturii și a figurat elanul sufletului românesc într-o mare bătălie a neamului său. După cum s-au exprimat criticii de artă George Oprescu sau Adrian-Silvan Ionescu, nivelul maxim de creație al artistului din al treilea deceniu al sfârșitului de secol al XIX-lea, a fost reprezentat de desenele pe care le-a făcut sub imperiul primului impuls. Pictorul a fost atras de oamenii obișnuiți angajați în conflict și de existența cotidiană puțin spectaculoasă a călărașilor, infanteriștilor, vânătorilor și a santielelor de rând. I-a înfățișat sub cort, în campament, odihnindu-se sau mâncând. Compozițiile Atacului de la Smârdan sau Rahova, au fost niște cazuri de excepție pe care, poate, Grigorescu nu le-ar fi abordat niciodată. Fiind rezultatul unor comenzi, ele nu erau pe gustul artistului deoarece era partizanul și maestrul necontestat al păcii și al calmului de după-amiază și nu unul al violenței belicoase. Nicolae Grigorescu a evitat a se erija într-un participant activ la război. El s-a folosit de toate avantajele realismului și ca urmare, a devenit un observator din linia a doua a momentului.

### Tabloul
Atacul de Smârdan este unul dintre cele câteva tablouri cu tematică militară de mari dimensiuni (zece metri părați) pictate de Nicolae Grigorescu. Lucrarea a fost comandată de către Primăria Capitalei, în timp ce [E] Ministerul de Război a comandat alte trei tablouri de dimensiuni mari: Spionul, Dorobanț trâmbițând din goarnă și Lupta din Valea Rahova.
La 27 martie 1878, Procopie Ioan Dumitrescu, viceprimarul Bucureștiului, a propus consiliului primăriei ca sala de ședințe unde veneau cetățenii pentru a lua parte la ședințele administrației locale să fie decorată cu un tablou care să aibă ca motiv Războiul de Independență. Ideea viceprimarului a avut un mare ecou în opinia publică, propunerea fiind discutată pe larg în presa vremii și ca urmare, ziarele au subliniat valoarea educativă pentru populația Bucureștiului. Cel mai fervent susținător al demersului artistic a fost doctorul D. Sergiu. Consiliul a acceptat propunerea ca Nicolae Grigorescu să execute pictura ce urma a fi comandată, ținând cont de faptul că Grigorescu fusese delegat ca pictor de front în campania de război care tocmai se încheiase. A fost hotărâtoare și susținerea lui Grigorescu de către personalități importante ca doctorul Carol Davilla, V.A. Urechia, Mihail Kogălniceanu, Dimitrie Ghica, Nicolae Blaremberg, Constantin I. Stăncescu și ziaristul Nae Bassarabescu.
Ca urmare a propunerii lui Procopie Dumitrescu, doctorul D. Sergiu a fost mandatat să poarte discuțiile cu Nicolae Grigorescu în vederea stabilirii termenelor contractuale, precum și a scenei de război care să fie realizată. Cei doi au selectat trei posibile teme principale: o luptă pentru trecerea unui râu, bătălia de la Rahova și atacul de la Smârdan. D. Sergiu s-a prezentat în ziua de 3 aprilie 1878 în fața consiliului primăriei cu cele trei variante tematice și acesta din urmă a hotărât ca Nicolae Grigorescu să primească contractul de execuție, cu toate că au fost aduși în discuție, pe lângă Sava Henția și Carol Popp de Szathmary și pictorii Theodor Aman si Gheorghe Tattarescu, care nu participaseră la campania militară.
Oficialitățile timpului au făcut presiuni asupra artistului în vederea finalizării la termen a picturii comandate, fapt care îi displăcea lui Grigorescu, mai ales atunci când avea impresia că i se fac propuneri despre modul de abordare a compoziției artistice. Oficialitățile au încercat să-i impună o anumită viziune pe care acesta s-o urmeze, dar Grigorescu a refuzat să cedeze la acele ingerințe care i-ar fi putut afecta propria-i concepție artistică.
Pictura a fost realizată pe parcursul unei perioade de șapte ani de la lansarea comenzii, fiind finalizată în anul 1885. În ziua de 14 aprilie 1885, Atacul de la Smârdan era gata și cetățenii capitalei au fost invitați să-l vadă în salonul Casei Covezdi, din hotelul cu același nume aflat la intersecția străzii Academiei cu strada Regală. Impactul asupra populației Bucureștiului a fost unul major. Expunerea operei a stârnit o mare curiozitate. După două săptămâni de la deschiderea salonului, Primăria Capitalei a recepționat tabloul și Nicolae Grigorescu a fost declarat cetățean de onoare al Bucureștiului. Atacul de la Smârdan a fost expus permanent în sala de consiliu a Primăriei Capitalei până în anul 1910, când, în contextul creșterii riscului de degradare generat de numărul mare de vizitatori care doreau să vadă tabloul, Consiliul Primăriei a hotărât, la 25 iulie 1910, ca tabloul să fie cedat Pinacotecii statului ca bun de patrimoniu național.
Prețul inițial negociat al tabloului a fost de 3.000 de lei, (după alte surse 10.000 lei,[K]), sumă ce urma a fi plătită la terminarea perioadei de execuție, estimată la trei ani, începând cu anul 1878. La finalizarea picturii, în anul 1885, tabloul a fost reevaluat la 10.000 de lei. În locul banilor însă, primăria i-a oferit lui Nicolae Grigorescu un teren la Șoseaua Kiseleff. Artistul l-a lăsat spre vânzare unui intermediar, cu care avea să aibă un lung șir de procese, care au durat cel puțin zece ani, deoarece în anul 1897 soluția juridică definitivă încă nu era dată și Grigorescu nu își primise încă banii. În 1897, Grigorescu a intenționat să achiziționeze încă un teren de circa 1000 mp, vecin cu proprietatea sa, dar nu a ajuns la un acord cu primăria. Într-un final, prințul Grigore Mihail Sturdza a cumpărat acest teren pe care a construit un palat (1897-1901) care i-a purtat numele și pe care, ulterior, a fost construit Palatul Victoria.[A]

## Considerații critice

### Aprecierile comentatorilor și cercetătorilor
Imaginea înfățișată în Atacul de la Smârdan este de un puternic dramatism, ea având în primul plan două leșuri în mărime naturală: un turc zace pe spate în zăpadă cu mâinile întinse, simbolizând renunțarea, și în dreapta lui un român căzut cu mâinile încleștate pe pușcă. Pe lângă aceștia trec în fugă infanteriștii cu baioneta la armă figurând o avântată poziție de atac. Atitudinea soldatului din prim-plan este reluată la fiecare soldat român, fapt care amplifică motivul inițial ca într-o simfonie, sporind astfel efectul eroic de ansamblu. Capelele căzute în zăpadă, flacăra exploziilor, cenușiul mantalelor, sumbrul cer hibernal și roșul fesurilor, întregesc atmosfera pâcloasă și plumburie a câmpului din zorii dimineții de 13 ianuarie 1878.
„Privindu-l, rămâi uimit de nespusa simplitate a compoziției, dar mai ales de pasiunea ce respiră din toată această pânză; e războiul văzut cu ochii soldaților, nu cu al șefilor. Trebuie să știi, însă, că impresia asta așa de puternică ce ți-o dă tabloul e datorită pasiunii de care-a fost stăpânit pictorul în momentul execuției: niciodată un pictor de război n-a fost așa de adânc răscolit în sufletul lui. Nici Meissonier, nici Detaille, nici de Neuville n-au presimțit că bătălia, văzută printr-un singur episod, ar putea da o astfel de sinteză. Nici lui Menzel, nici lui Werner nu le-a dat în gând să-și sacrifice demnitatea de diplomați și de înalți slujbași ai statului, ca să înțeleagă răcnetul sălbatec al soldatului în vârtejul luptei. Aci cu adevărat vezi furia în artă, și e zugrăvită de cineva care, pe când lucra, își plătea foarte scump clipele acelea. Dar ceea ce e mai de mirat e că această uriașă pânză, în care personajele sunt înfățișate în mărime naturală, îți face impresia că a fost pictată, cu iuțeala fulgerului, pe câmpul de război. Nimeni nu-și închipuie că există în București o astfel de operă. Îi îndemn pe toți care trec prin capitala României să nu părăsească orașul fără a se duce la primărie, pentru a-și umplea sufletul de măiestria și de puterea de vrajă a acestei uimitoare picturi.”
_______ William Ritter, în „Die Kunst für Alle”, 1 februarie 1897, München
Prin dimensiunile sale, Atacul de la Smârdan este unic în arta românească. Efortul și demersul pictorului este demn de reputația pe care și-a făcut-o în România. Nimeni înaintea lui, nici măcar Theodor Aman, nu a încercat să facă o asemenea lucrare de o așa mare importanță. Atacul de la Smârdan este impresionant prin senzația de mișcare pe care o redă în raport cu monumentalitatea și dimensiunile lui. Critica de specialitate a identificat, în schimb, trei minusuri importante: brațul drept al sergentului de linie este mult prea lung, piciorul drept pare că l-ar trage cu greutate după el și zăpada are o albăstrime prea accentuată. Din cauza acestor critici, cu toată notorietatea de care s-a bucurat, Atacul de la Smârdan este considerat de critica de artă ca având o valoare oarecum inegală, prin comparație cu alte lucrări ale lui Grigorescu, cum ar fi picturile de la Barbizon, capetele de evrei, Evreul cu gâscă, Portretul marelui ban Năsturel Herescu, peisajele și vederile de la Vitré, portretele și studiile de la Rucăr și chiar Prizonierii turci, cu cele menționate.

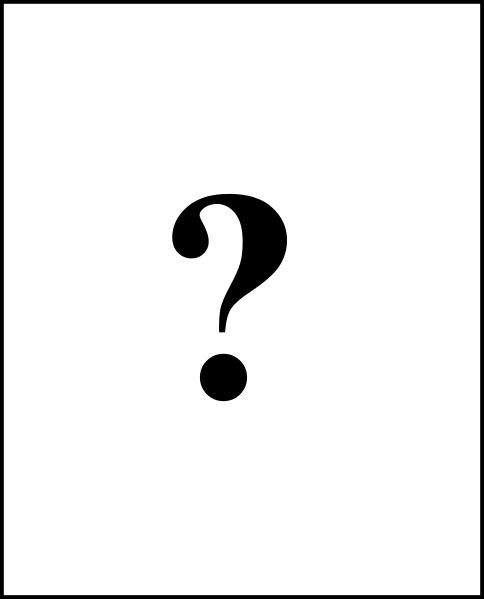
Studiu pentru Atacul de la Smârdan de la Ploiești - (ajutați Wikipedia și găsiți imaginea)

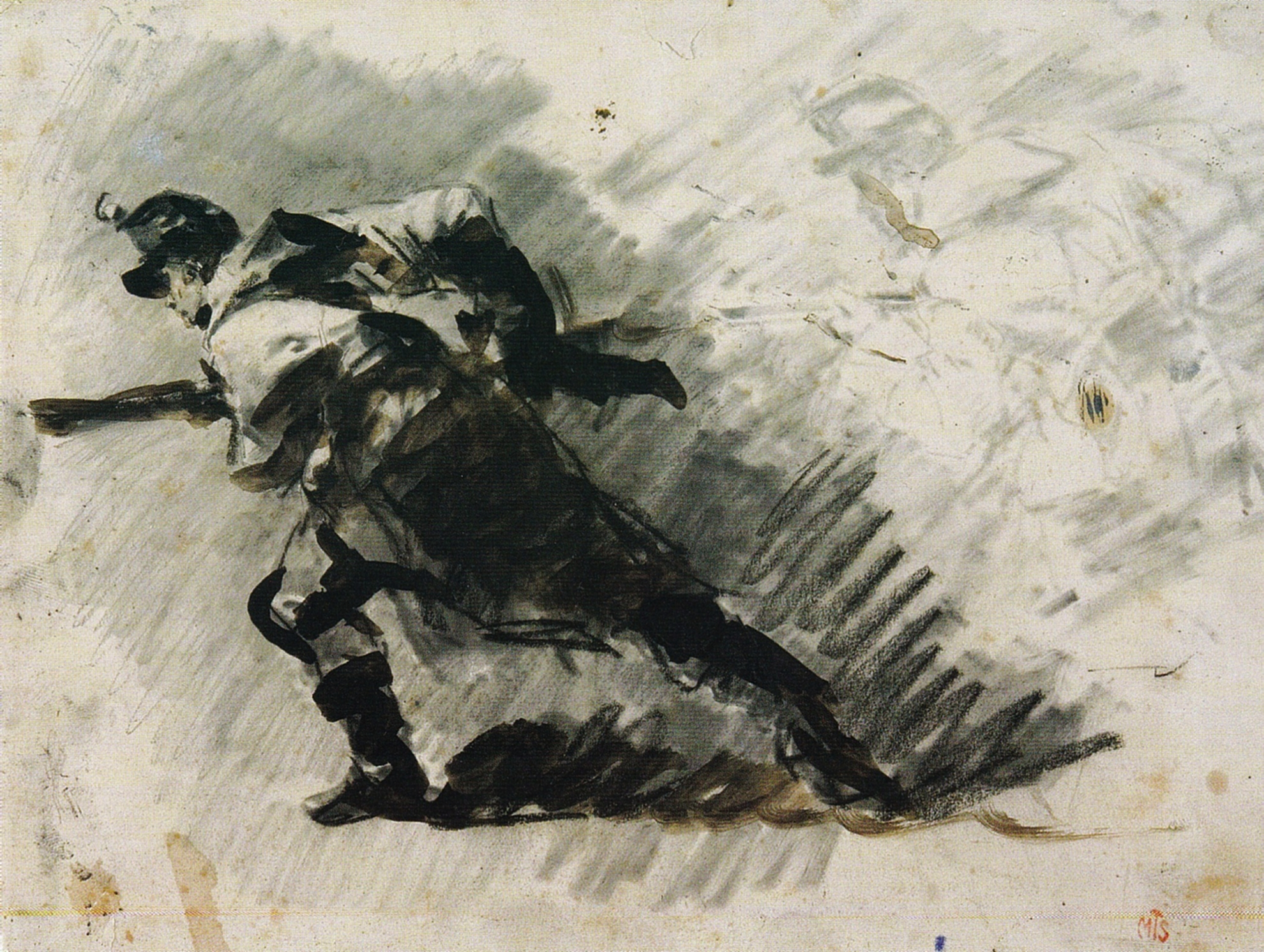
Infanterist atacând - studiu pentru Atacul de la Smârdan, cărbune - Muzeul Național de Artă al României

Această stare de fapt este cauzată și de vidul compoziției, în sensul că nu există decât două figuri bine studiate: soldatul din primul plan, extraordinar ca reușită picturală și infanteristul care atacă,[D] celelalte figuri reprezentate nefiind decât stereotipuri ale celor dintâi. Chiar și ostașul ce-și trage piciorul stâng după el este o considerat o caracterizare forțată a mișcării. Toate aceste aspecte, fac ca realizarea artistică a tabloului să fie nesatisfăcătoare din punct de vedere pictural.
Greșeala lui Grigorescu provine din faptul că a ales o suprafață prea mare pentru o compoziție astfel construită și nu a știut cum s-o umple într-un mod cât de cât satisfăcător. Ca urmare - după cum considera criticul George Oprescu, această situație l-a constrâns pe artist să supradimensioneze personajele și să le conceapă la dimensiuni cu care nu era obișnuit, care îi impuneau să le trateze într-un stil eroic, ca la Delacroix sau Rubens, fapt care nu se potrivea stilului realist dorit de Grigorescu. Altă greșeală, în opinia lui Oprescu, a fost că Grigorescu a ales ca subiect subiect o scenă a unui atac de infanterie privit din spate. Aceasta ar fi fost eroarea fundamentalăa pictorului, el văzându-se astfel obligat să realizeze stereotipia infanteristului atacând pe toată suprafața pânzei, adică până la orizont, recte - marginea pânzei. Stereotipia devine prin ea însăși obositoare, prin monotonia sa și prin faptul că a răpit orice posibilitate de individualizare a personajelor figurate. Nici realizarea coloritului, care este una din calitățile primordiale ale lui Grigorescu, nu se ridică la nivelul corespunzător. Zăpada din prim-plan, prin luminozitatea alb-albăstruie, nu face decât să creeze un gol în chiar centrul compoziției, aceasta având nevoie de o luminozitate mai pregnantă, mai puțin fumurie, pentru a da claritate imaginii.
„... La Smârdan e o lucrare magistrală unde reînvie în câți-va metri de pânză un întreg eveniment mare din vieața noastră contimporană. E acolo toată turbarea românului în luptă, e toată strășnicia lui legendară, e toată îndurarea care poate să o suporte o ființă omenească. Iar ca moment, un cer cenușiu închis, cerul încărcat de ianuarie, pământul acoperit de zăpadă amestecată cu noroi, bătând într'un cenușiu albastru. Tot tabloul îți lasă o impresie adâncă de viață reală de luptă aprigă și de hotărîre nestrămutată din partea celor ce aleargă. Acolo nu e glumă, nu e tablou de pictură, ci e bătae curată. E ceea ce au făcut în mai mare pictorii francezi Detaille și mai cu seamă de Neuville spre deosebire de pânzele teatrale și imaginare ale lui Horace Vernet și ale altora. E acolo încă ceață reală de iarnă a văilor din Bulgaria.”
_______ Nicolae Petrașcu: Nicolae Grigorescu, București, 1930, pag. 31.
Atacul de la Smârdan nu este o lucrare artistică tocmai reușită, pare diluată la fiecare trecere, rece, de la desenul în cărbune[E], trecând prin studiul în ulei de la Muzeul de Artă al României și schițele în ulei[C], până la lucrarea finită. Din cauză că pictura a fost executată pe parcursul a șapte ani, s-a produs un fenomen de pierdere treptată din autenticitatea viziunii realiste și din focul creativ, întâmplându-se exact ce se întâmplă cu un lichid forte: își pierde tăria prin pritocire.

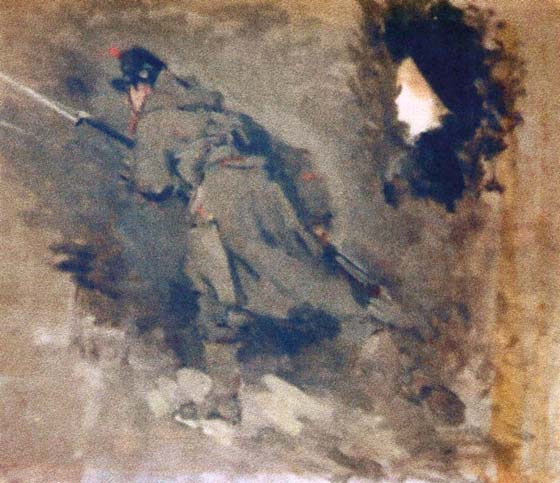
Studiu pentru Atacul de la Smârdan - Muzeul de Artă din Constanța

Toate aceste minusuri nu s-ar putea datora, în opinia lui George Oprescu faptului că artistul ar fi fost luat prin surprindere de comanda pe care Primăria Bucureștiului i-a făcut-o. Grigorescu însuși a declarat că el nu văzuse vreo scenă a bătăliei de la Smârdan, el neasistând la ea, localitatea fiind unul dintre ultimele centre urbane cucerite de către armata română înainte de retragerea ei din Bulgaria. Argumentul că pictorul nu a fost luat pe nepregătite este susținut și prin faptul că el a făcut numeroase studii și crochiuri înainte să se întoarcă în țară și că se aștepta să finalizeze un astfel de tablou de sfârșit de campanie militară. Cu siguranță, Grigorescu și-a pregătit terenul, prin schițele pe care le-a făcut pe front, pentru a realiza o posibilă comandă în acest sens. Evidența realizării dovedește însă, că artistul nu s-a așteptat să întâmpine dificultăți majore în executarea unei astfel de compoziții monumentale.
Din nefericire pentru pictura românească, rezultatul demersului său pentru a realiza o operă capitală a carierei sale, cu o tematică istorică care să-l impună într-un astfel de gen, s-a soldat cu un semieșec, nu nedemn de el și nu în raport cu munca depusă, cu așteptările consumatorului de artă și cu rezultatul pe care trebuia să i-l confere marele eveniment al războiului de independență care i-a ieșit în mod providențial în cale. Prin comparație cu grandoarea bătăliilor figurate de Rubens, 3 Mai a lui Goya și a mai multor opere inspirate din epopeea napoleoniană ale lui Antoine-Jean Gros, Grigorescu nu și-a dat seama de limitele propriilor posibilități și de dificultatea subiectului, pentru a încerca o abordare corespunzătoare și responsabilă a lui. Desigur, nu trebuiesc minimalizate calitățile întâlnite în această compoziție, cum ar fi reprezentarea soldatului mort din stânga tabloului, care nu este cu nimic inferior cu multe figuri realizate în aceeași tematică de marii maeștri amintiți mai sus.

Studii pentru Atacul de la Smârdan
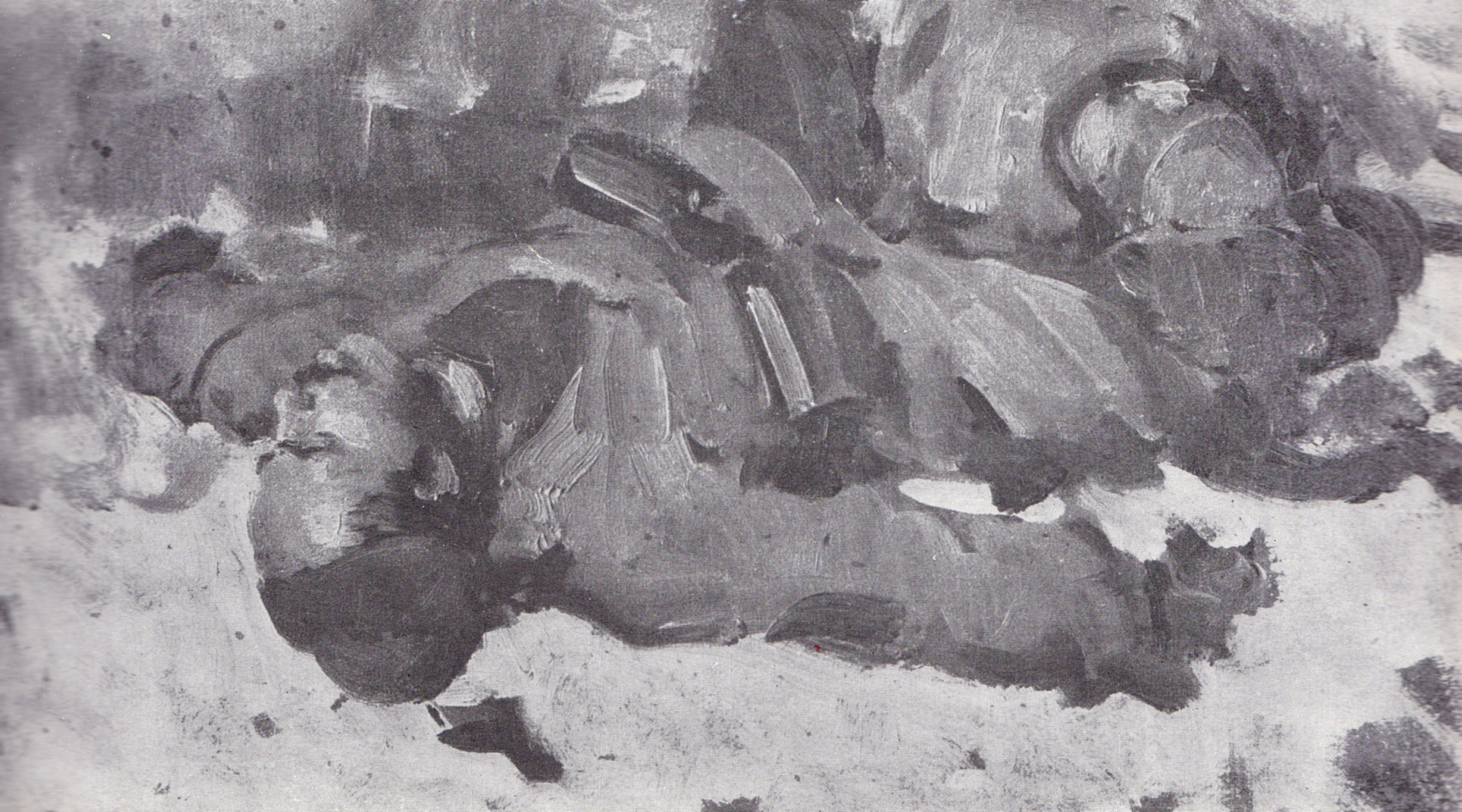
Turc mort[4] - Muzeul Național de Artă al României
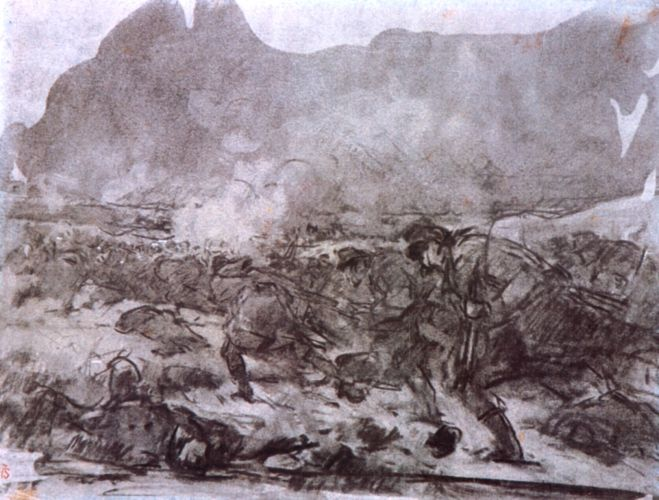
Studiu pentru Atacul de la Smârdan[4] - (desen), Cărbune - Muzeul Național de Artă al României
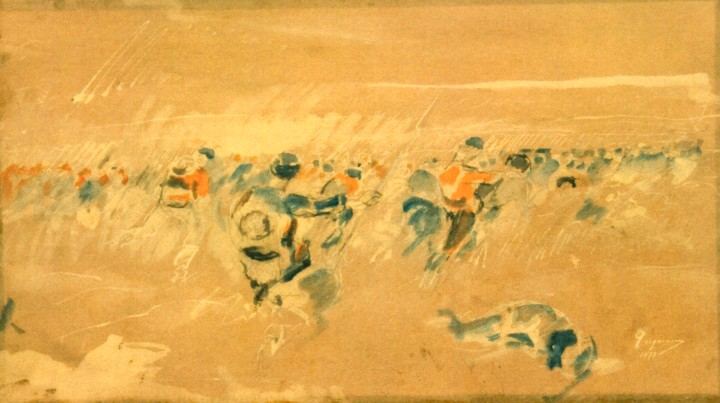
Războiul '77 (Smârdan), acuarelă pe hârtie - Muzeul Național de Artă al României
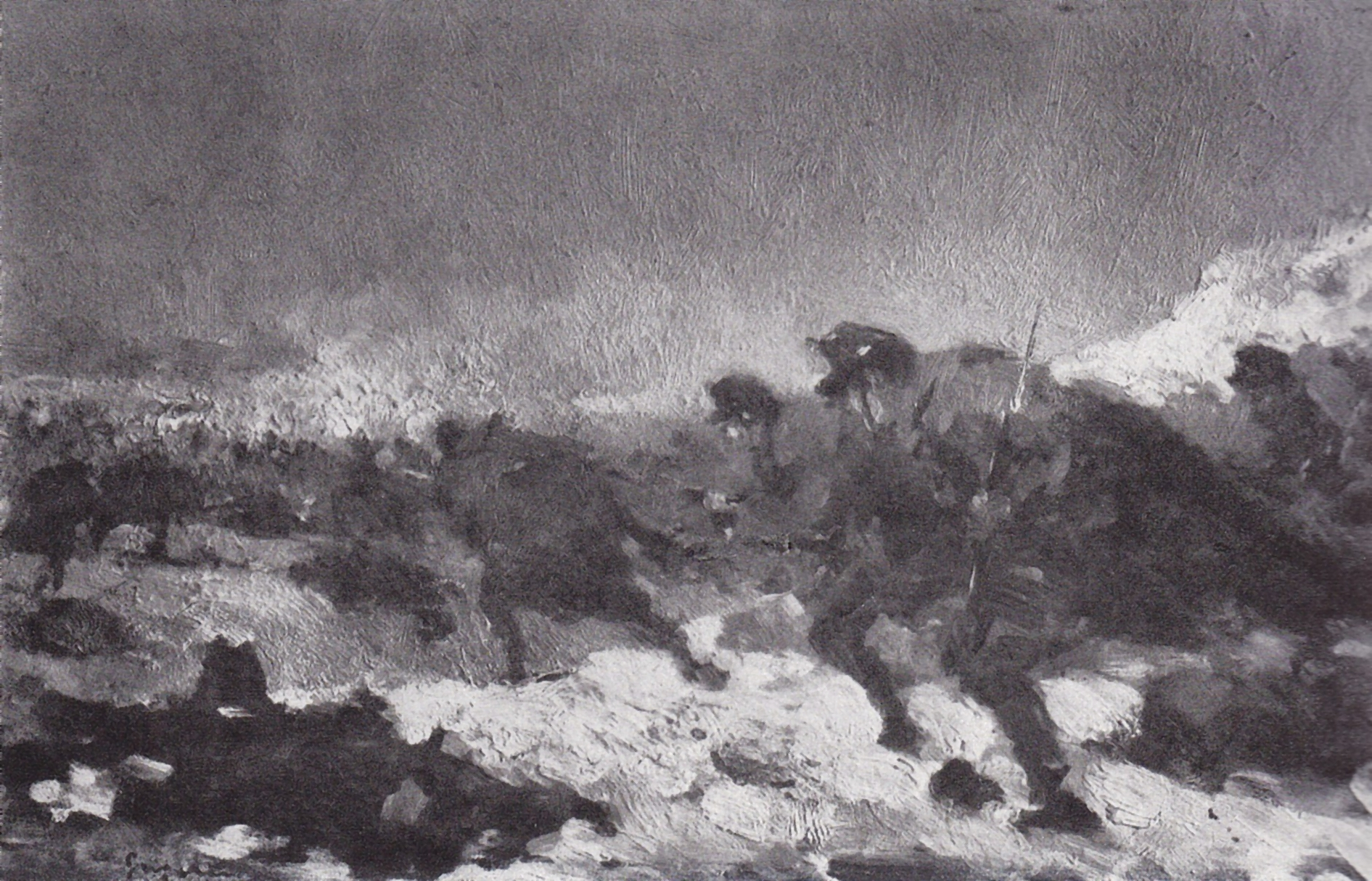
Studiu pentru Atactul de la Smârdan,[43] ulei
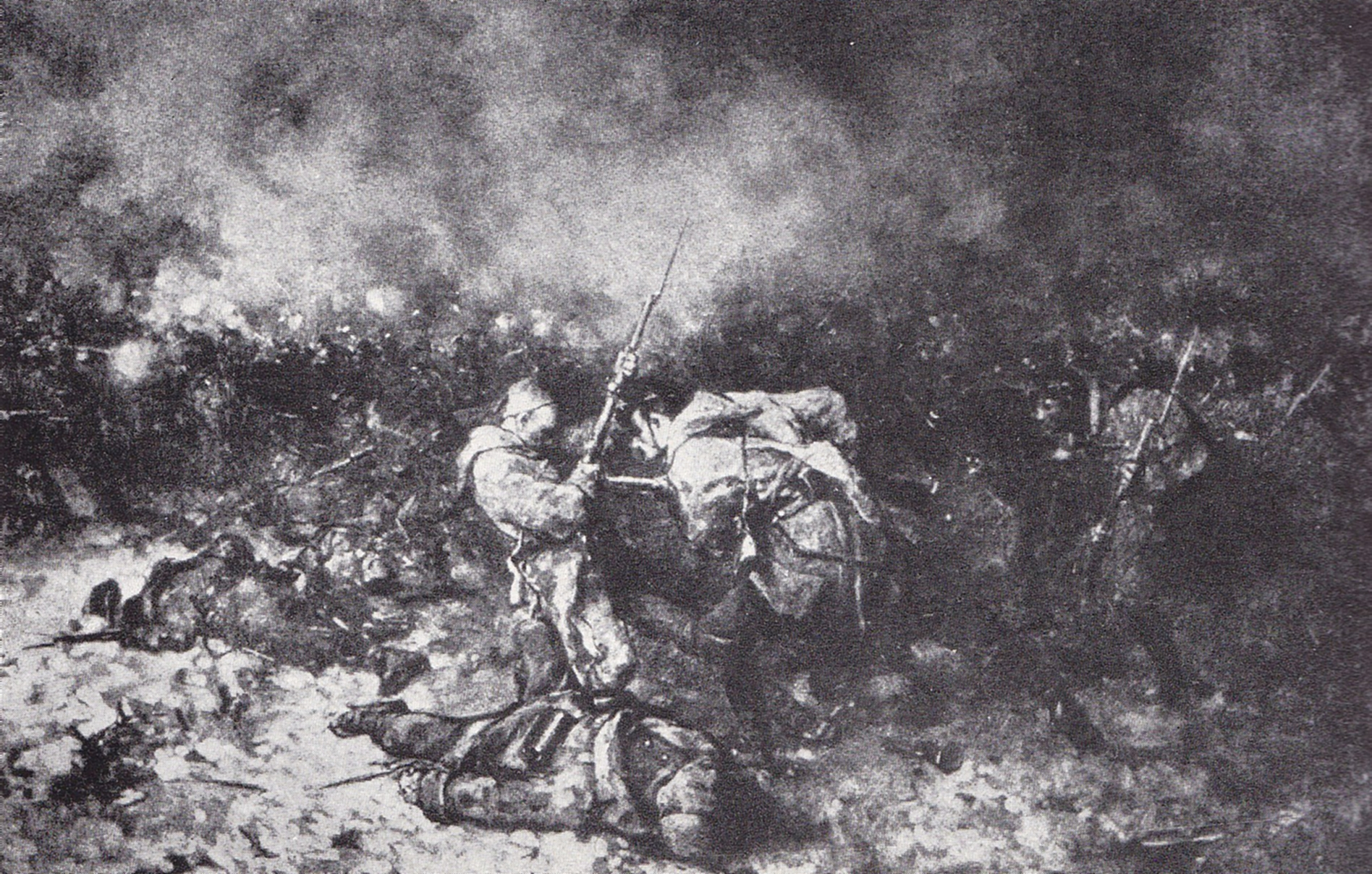
Pe Valea Rahovei,[44] cărbune - Muzeul Național de Artă al României

Aceleași rezerve față de Atacul de la Smârdan ar putea fi reținute și în legătură cu Dorobanțul, care și el are proporții supradimensionate. Tabloul a fost executat cu o corectitudine aproape glacială însă, din păcate, nu se mai poate regăsi în el verva și energia adusă de schițele realizate pe viu. Ca și schițele pentru Atacul de la Smârdan, acestea sunt mult mai pline și concentrate decât tabloul imens de final. Aceasta este diferența dintre un tablou de mici dimensiuni pe care pictorul îl face dintr-o dată și cel de mari dimensiuni care necesită o perioadă mai mare de execuție. Cel mare necesită multe ezitări, amânări și reluări care în final duc la deconcentrări asupra subiectului. De altfel, chiar Grigorescu a mărturisit că:
„Numai într-o schiță poți rămâne sincer până la sfârșit, într-un tablou migălit, începi să te observi - iar în momentul acela este mai mult meșteșug decât artă. A face schițe este cel mai bun lucru. Altceva n-aș mai vrea să mai fac. Este monstruos a relua un subiect deja tratat; ar fi împotriva naturii să-l sfârșești rece, oricum, - numai să fie !
Lucrul finit e bun numai pentru cine nu pricepe la cea dintâi privire... Fă ce simți și atâta cât simți, unde nu te mai mișcă - însă paleta jos: lucrul tău fiind numai sinceritate, va crește și se va desăvârși în sufletul celorlalți, va trăi. Altfel, vrând să-l isprăvești - îl omori.
______ Krikor Zambaccian: Nicolae Grigorescu, Editura Cartea Românească, București, 1945, pag. 25
Studiul pentru Atacul de la Smârdan relevă o crucială inovare pentru interpretarea unui episod de natură istorică, ca un echivalent expresiv evocator al unei trăiri vii. Ocolind atât epicul elaborat, cât și descriptivul, Nicolae Grigorescu și-a concentrat atenția spre stenografierea acțiunii ce reiese indisolubil din plenitudinea năvalnică a desfășurării ei. El a sugerat printr-un continuu mobil intrarea și ieșirea din imaginea figurată, fluxul alert ce include virtualitatea conflictului. Momentul reprezentat este unul secvențial amplificat și el cristalizează într-un mod unic reflectarea faptelor în esența lor. Simbolizând masa angajată în tensiunea asaltului, el a dat expresie gestică unei singure figuri reprezentative care cumulează complexitatea elementelor semnificative într-o percutantă și laconică expunere. Pulberile de fum și încețările care apar ca voalări brumate ce adumbresc întregul ecran optic, accentuează libertatea formelor în mișcare. Individualitatea lor, distinctă totuși în înțețoșarea generală, fuzionează într-o generică articulare.
„... Defectul capital la Grigorescu este desenul. Capețile lui sunt bine, uneori foarte bine. Trupurile însă sunt aproape toate defectuoase. (...) Din causa acestui defect, Grigorescu când a făcut o bătălie toți soldații au aceeași posiție, de multe ori o posiție falsă. Trebue să fii foarte tare în desen pentru ca să dai varietate posițiilor într'o învălmășeală; și Grigorescu este destul de slab. Exemplul cel mai doveditor este marea pânză care se află în salonul ședințelor de la Primărie. În această bătălie nu vezi de cât un singur sergent de linie de profil. Toți ceilalți soldați, caporali, ofițeri, dacă sunt, au exact aceeași posiție pe un picior, cu celălalt în aer, aproape să cadă, te miri de ce nu cad când centrul lor de gravitate a trecut mai în sus de mijloc, în atitudinea pe care o au. Și ce e și mai ciudat, toți au aceeași expresie. Lucrul se esplică. Slăbiciune în desen. Grigorescu s'a muncit d'a lua o atitudine și i'a venit mai ușor s'o copieze, micșorând sau mărind omul, dupe diferitele planuri în care'l pune. Pentru un tablou de composiție, și mai ales pentru o bătălie, trebue să fii un virtuoso în desen. Și Grigorescu este un virtuoso în colorit.”
_______ Barbu Ștefănescu Delavrancea: „Salonul Atheneului”, Revista Nouă, No. 2/15 Fevruarie, 1889, pag. 64.
Alte tablouri din această epocă de creație a lui Grigorescu mai sunt:[G] În recunoaștere, Spionul sau Dorobanțul cu goarna și Atac la Rahova, cele din urmă fiind comandate de către Ministerul de Război. În Atac la Rahova, Nicolae Grigorescu a folosit din nou din compoziția Atacului de la Smârdan, complicând-o, din vreme ce înaintea soldațului care se avântă în atac se găsește un pedestraș turc străpuns cu baioneta românului. Același mort din primul plan completează compoziția centrală care este mai bine rânduită ca în pictura similară de la Smârdan.

### Erori ale criticii de artă

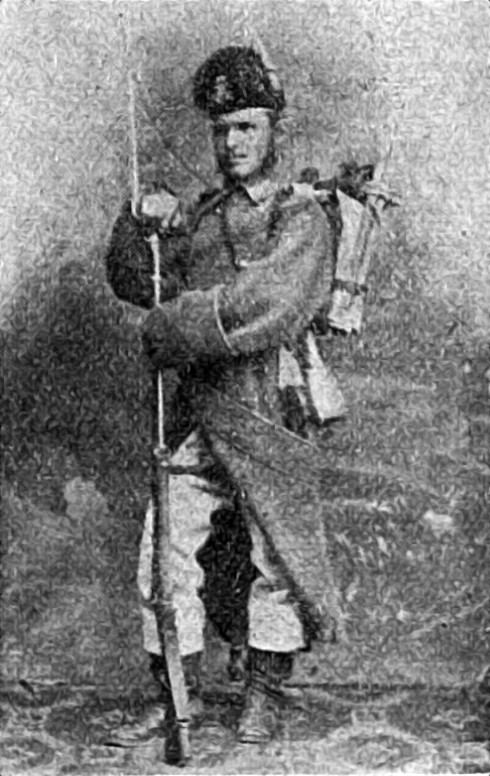
Dorobanț (foto. 1869)

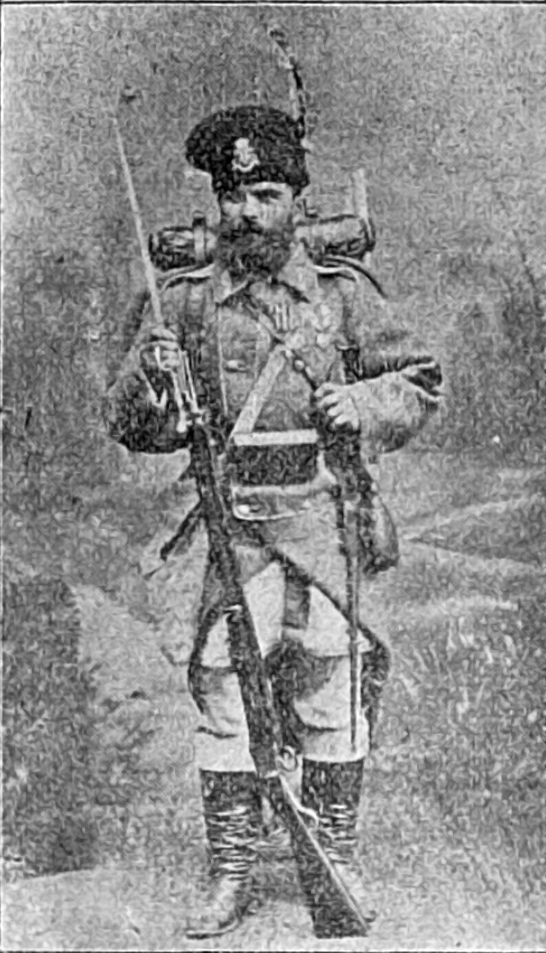
Dorobanț (foto. 1869)

În mai toate comentariile și analizele ce privesc Atacul de la Smârdan și de la Rahova, criticii au comis greșeala să considere că atacatorii sunt dorobanți români și nu infanteriștii din Regimentele nr.4 și nr. 6 de Linie. Această rațiune a fost preluată la nesfârșit în toate comentariile care s-au făcut acestor două tablouri. Prin extensia eronată a termenului, datorită aurei de glorie căpătată de dorobanți, numele lor l-a substituit pe cel al infanteriștilor care nu erau cu nimic mai prejos în acte de sacrificiu suprem sau de bravură.
Diferența majoră dintre cele două arme terestre era că infanteria de linie constituia armata permanentă și dorobănțimea compunea armata teritorială sau neregulată. Aceasta din urmă era echipată mai simplu, pe cheltuială proprie și instrucția se făcea periodic fără a fi nevoie de încazarmarea membrilor ei. Existau diferențe semnificative și la capitolul uniformelor. Astfel, infanteriștii de line aveau în dotare un chipiu cu pampon sau o bonetă de cazarmă, tunică din postav cu paspoale, guler, manșete și contraepoleți, pantaloni și manta gri și cizme. Dorobanții erau echipați cu căciulă din pielicele de miel negru și pene de curcan, o cămașă albă cu manșete, guler cu marginea de culoare albastru dechis, ițari și opinci care au fost înlocuite cu cizme ( de fapt mulți dintre dorobanți au făcut întreaga campanie în opinci ). Mantaua era fără glugă de culoare gri cu un singur rând de nasturi. Toată vestimentația dorobanților era menită să amintească de costumul țărănesc și era gândită și utilitar în sensul ușurinței de a fi procurată cu mijloacele casnice de tip rural.

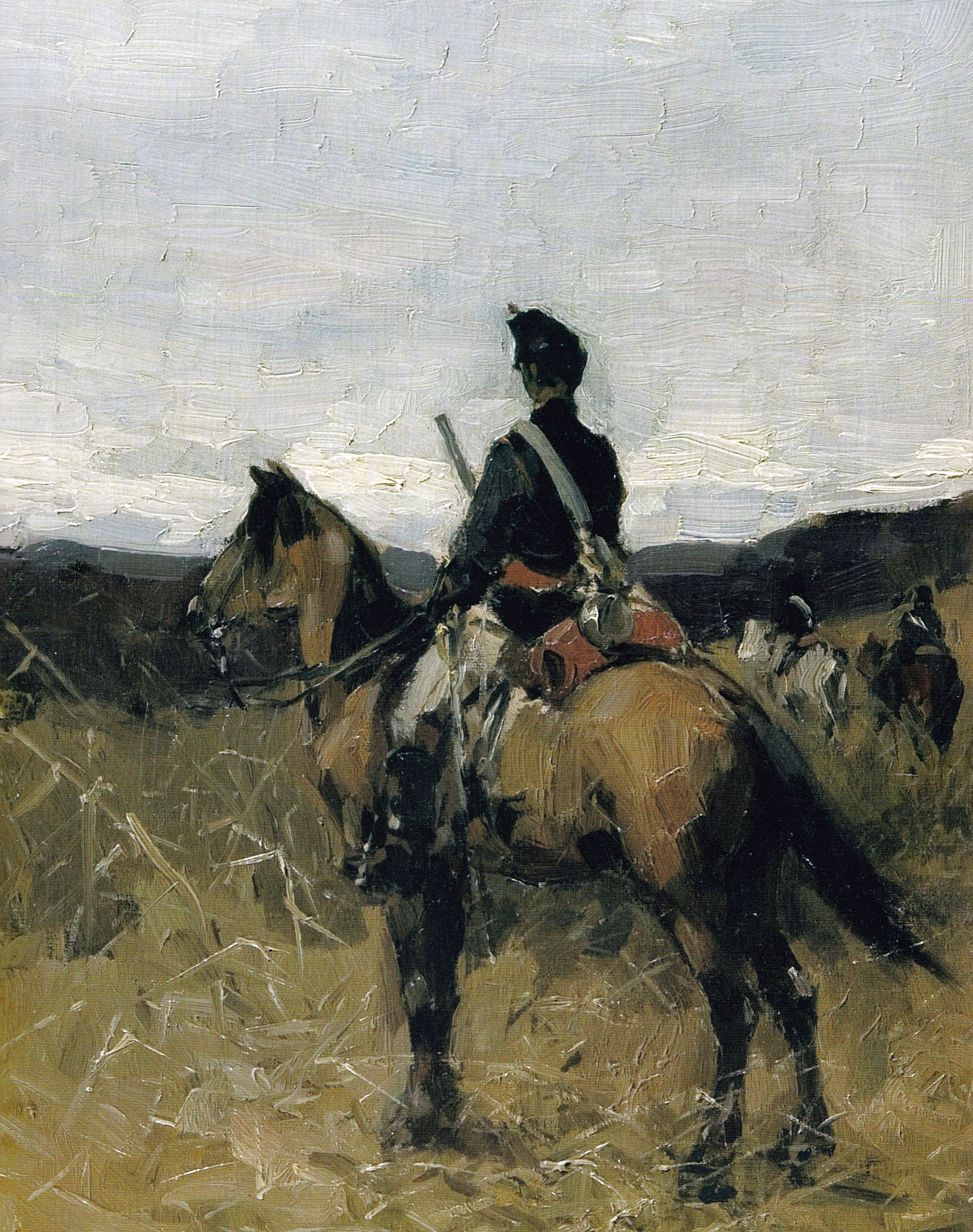
Roșiorul - de fapt Călăraș

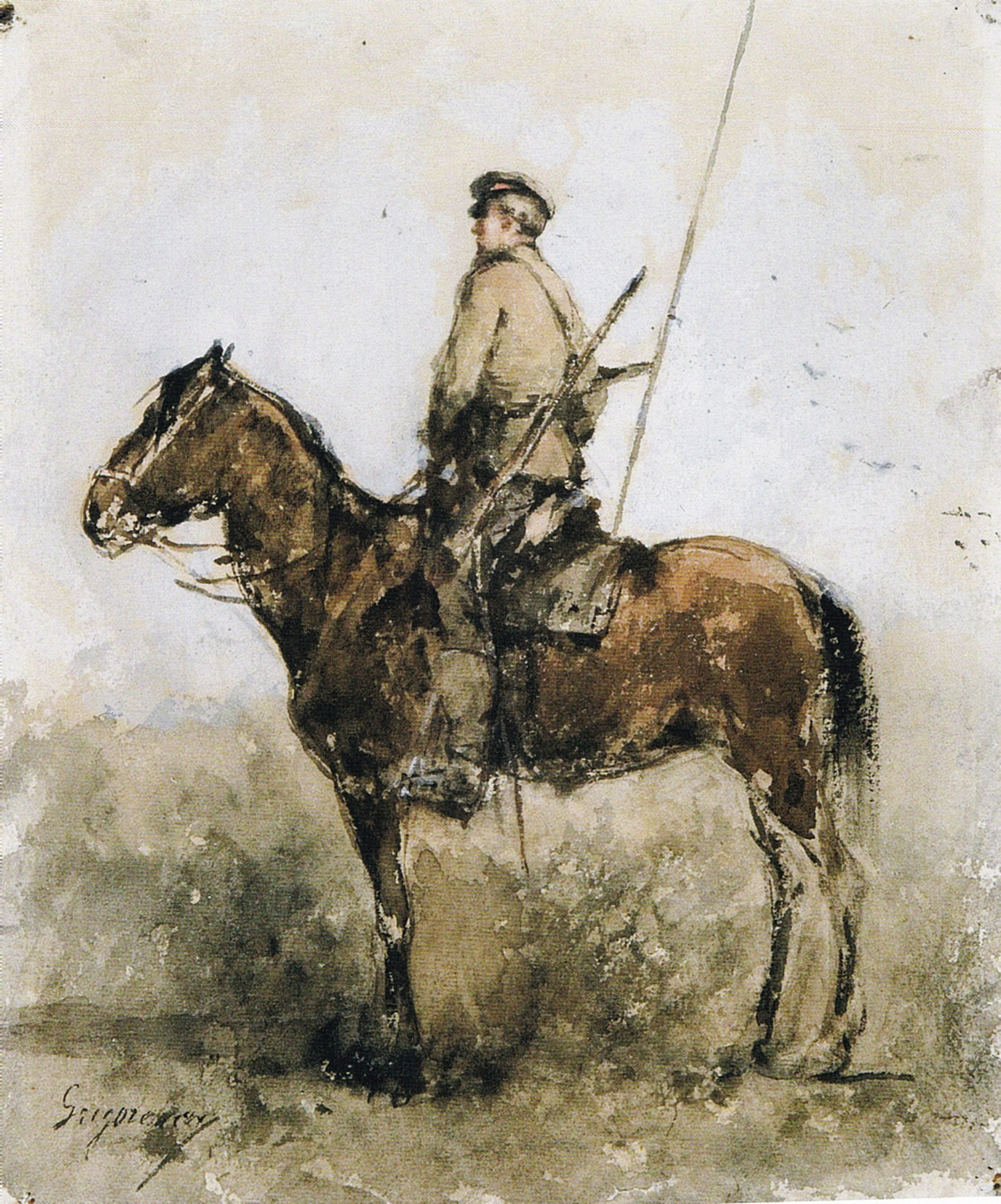
Cherchez călare - de fapt Cazac de pe Don

La Smârdan, grosul trupelor care au acționat a fost format din Regimentele 4 și 6 a Infanteriei de Linie la care s-a alipit și un escadron de călărași din Județul Suceava. Aceasta a fost armata care a adus victoria de la Smârdan și cea care a fost omagiată de pictorul Nicolae Grigorescu.
În data de 12 ianuarie 1878, data la care s-a declanșat atacul, la Smârdan era zăpadă și conform regulamentului soldații trebuiau să poarte chipie acoperite cu husă de mușama neagră peste care se putea aplica, pe față, pamponul de lână roșie, exact cum apar ei figurați în tabloul lui Grigorescu. Nu face excepție similitudinii realității cu scena figurată de artist nici echipamentul soldaților. Aceștia aveau cele două cartușiere în față și în spate și centurionul cu port-baionetă. Pe piept aveau curelele ce-o susțineau și plosca și traista cu merinde. Unele din detaliile desprinse din realitatea războiului, pot fi văzute doar în unele variante ale tabloului și cel mai bine în cea intitulată Pe Valea Rahovei care este ea însăși o variantă a Atacului de la Smârdan.
În critica de specialitate mai există și alte etichetări eronate. Astfel, acel roșior care apare în pictura ce are un nume omonim sau cavaleristul figurat în tabloul intitulat Spionul, erau de fapt călărași, și Cherchezul este un cazac de pe Don. Astfel de titulaturi eronate se regăsesc și la alte lucrări ale tuturor artiștilor care au participat la campanie. Erorile de acest gen nu sunt imputate artiștilor care fuseseră martori oculari, ci acelora care ulterior s-au hazardat să le eticheteze operele. Din aceste motive, există un întreg lanț de încurcături de identificare în arhivele muzeelor din România.

## Traseul și rolurile operei
Din punctul de vedere al dimensiunii tabloului, Atacul de la Smârdan (253x390cm) este probabil cea mai mare pictură care a documentat Războiul de la 1877. Cu ocazia Expoziției Cercului artistic-literar „Intim-Club” din 1885, cronicarul monden Claymoor al ziarului Românul (în fapt Mișu Văcărescu) a elogiat pictura comandată de Primăria Capitalei. La acel moment, lucrarea făcea deja parte din compozițiile lui Grigorescu intrate definitiv în conștiința publicului, ca repere certe ale creației sale.

### Secolul al XX-lea: de la document la model și de la model la emblemă
În istoria României nu există foarte multe lucrări de artă plastică cu tematică istorică. Unor opere precum România Revoluționară și România rupându-și cătușele pe Câmpia Libertății ale lui Constantin Rosenthal și minuțioaselor reconstituiri istorice ale lui Theodor Aman, precum Tudor Vladimirescu, Vlad Țepeș și solii turci sau Atacul de noapte ( Bătălia cu facle ), li s-au adăugat în secolul al XIX-lea lucrările Dorobanțul și Atacul de la Smârdan aflate printre primele tablouri-document privitoare la războaiele românilor. Amândouă operele au intrat ca modele-reper iconografic direct în conștiința populară, iar expunerea tabloului Atacul de la Smârdan la Primăria Bucureștiului până în anul 1910 a avut un impact major. Acestora li s-a alăturat fresca interioară de la Ateneul Român, realizată de Costin Petrescu și inaugurată în anul 1937, operă ce reprezintă o completă și expresivă sinteză a istoriei românilor de la Traian și Decebal până la Alexandru Ioan Cuza și Carol I.

Teme istorice din arta secolului XIX
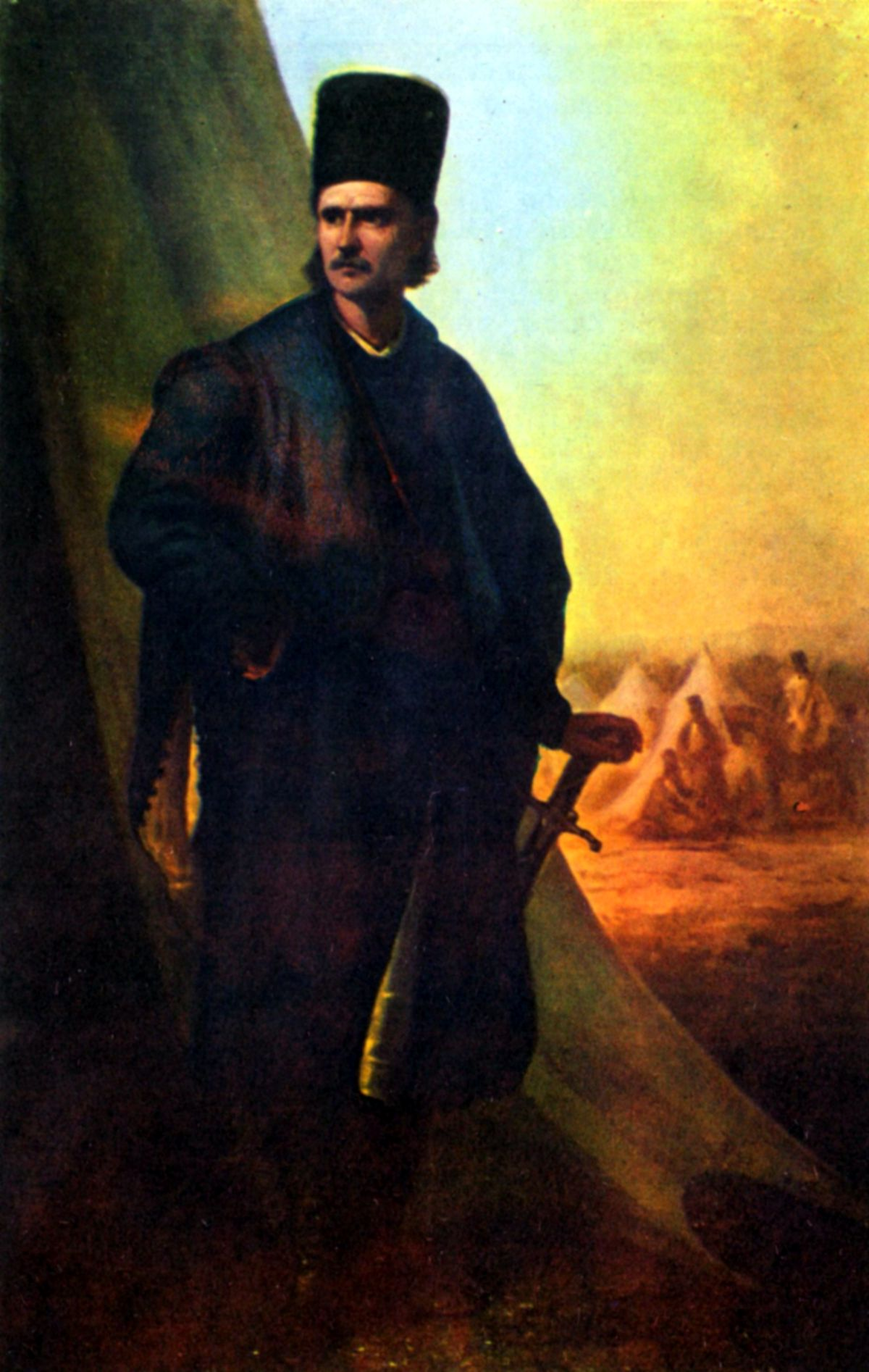
Aman ... Tudor Vladimirescu
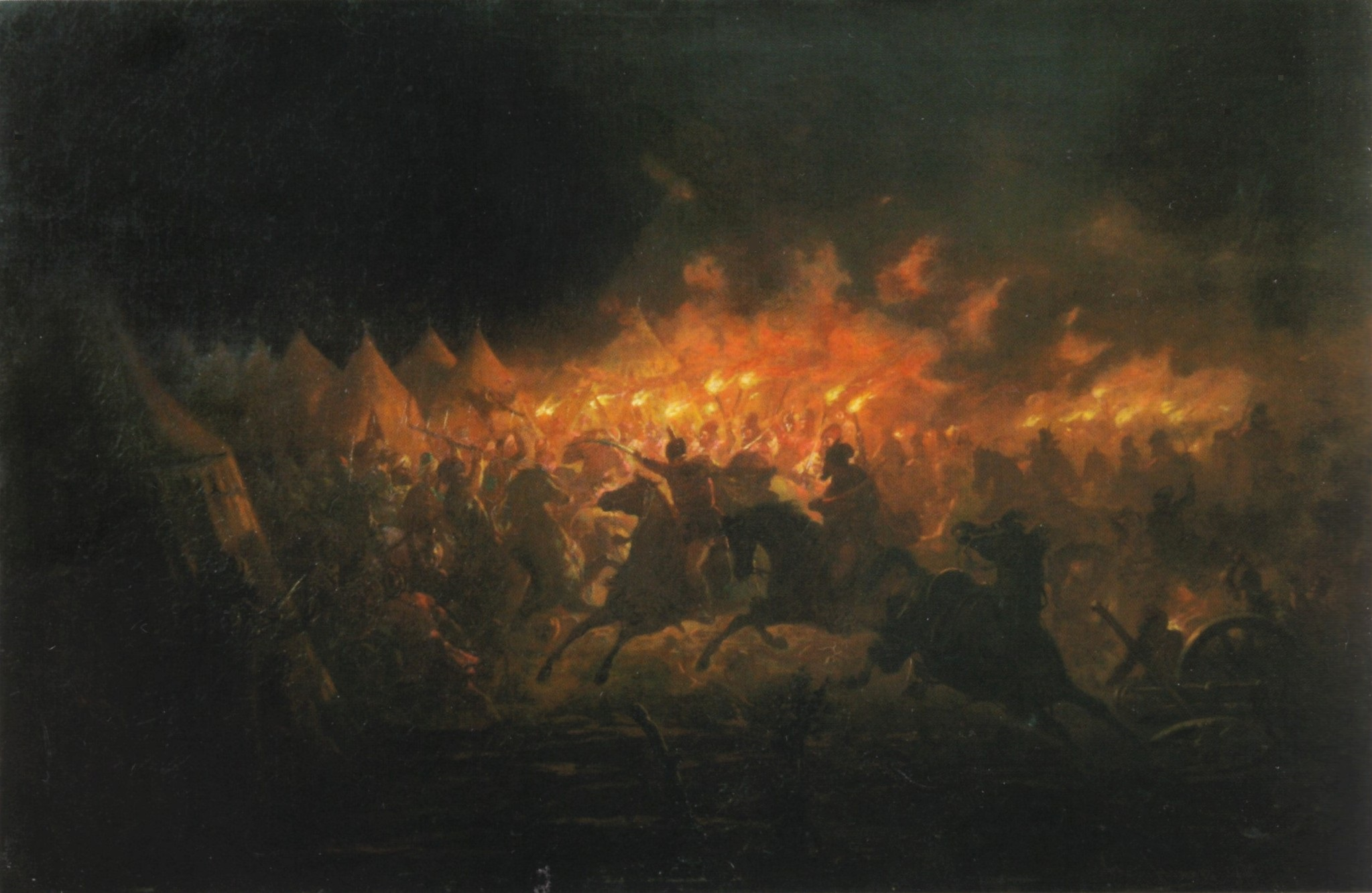
Aman ... Bătălia cu facle a lui Vlad Țepeș
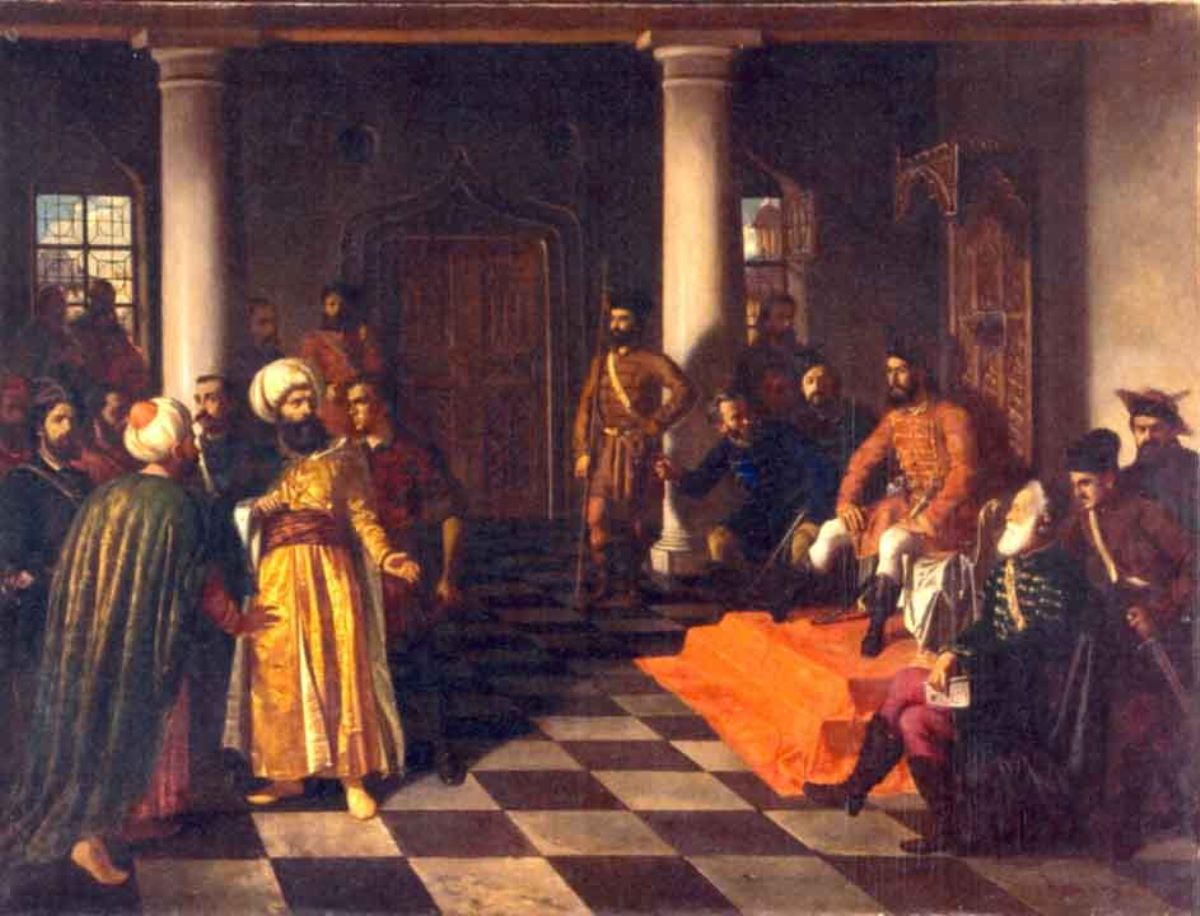
Aman ... Vlad Țepeș și solii turci
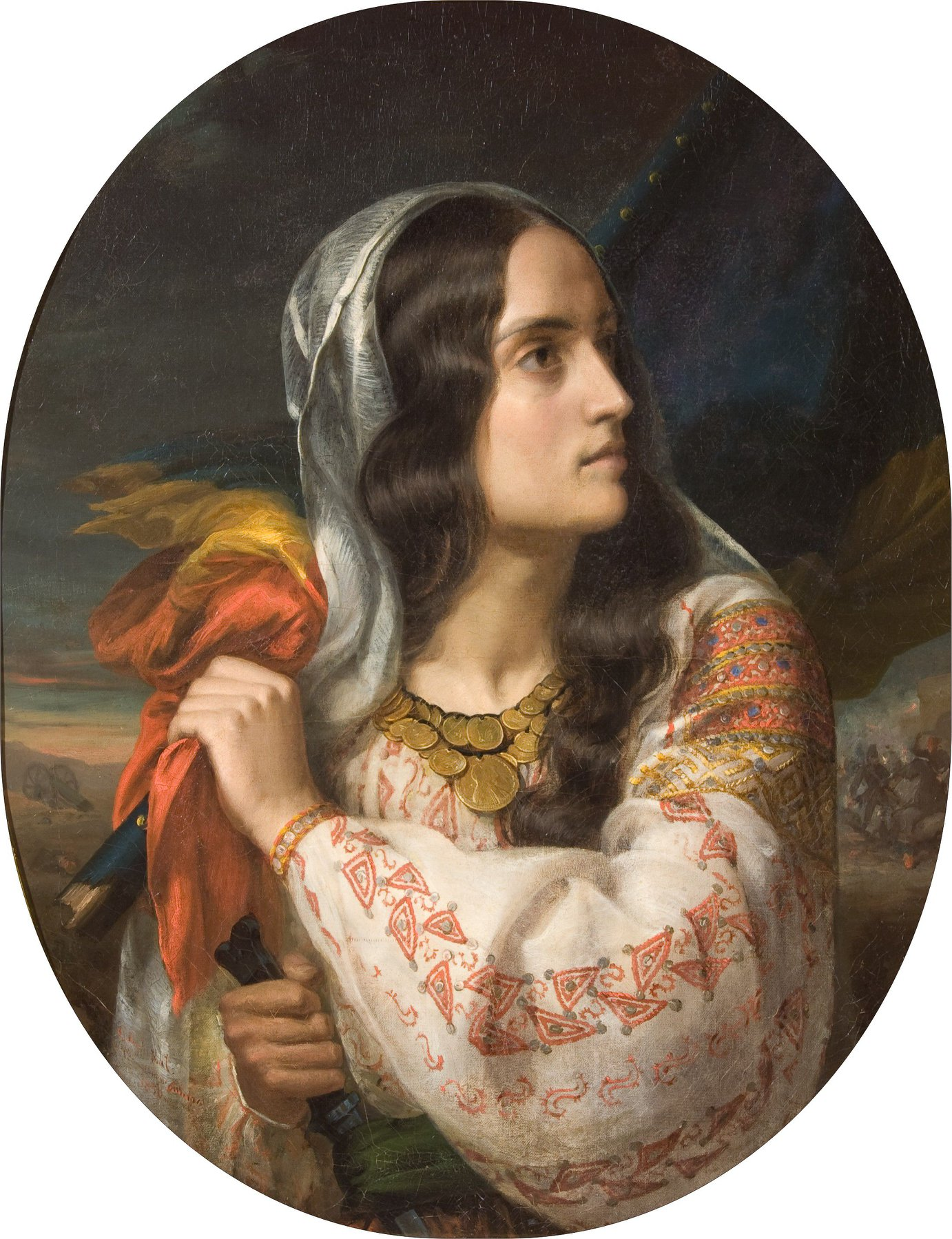
Rosenthal ... România revoluționară
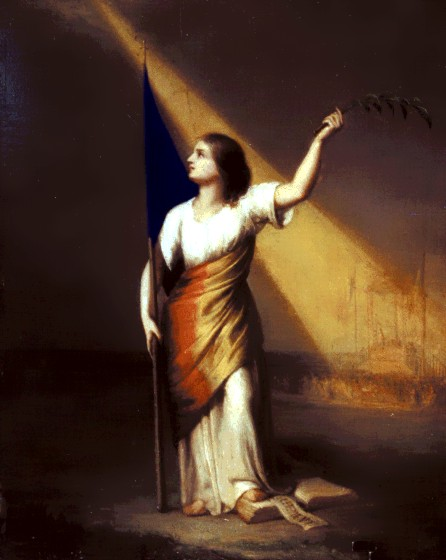
Rosenthal ... România rupându-și cătușele pe Câmpia Libertății
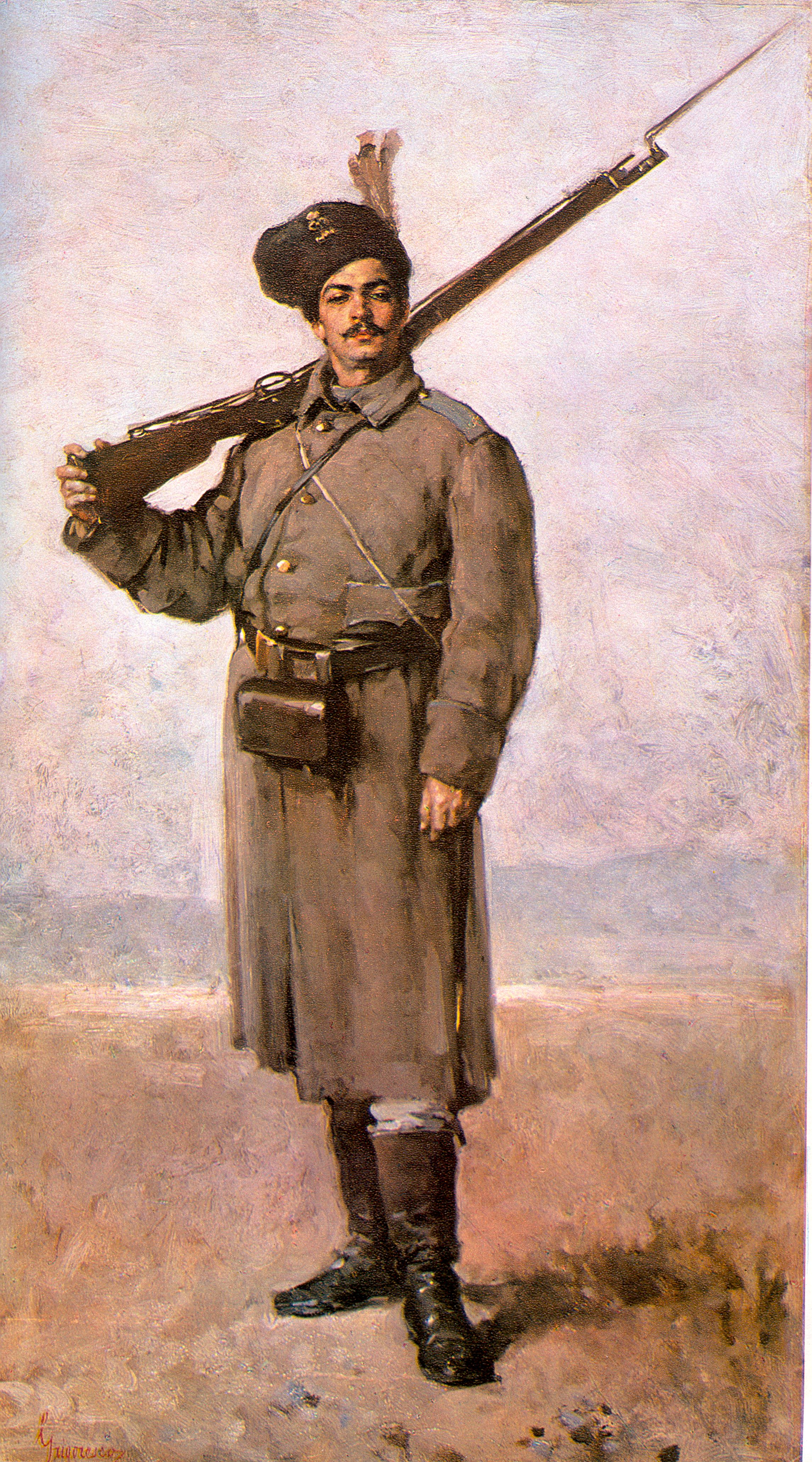
Grigorescu ... Dorobanțul

Atât Dorobanțul cât și Atacul de la Smârdan au căpătat valoare de simbol. Ultimul dintre acestea însă conform specialiștilor, este imaginea emblematică a întregului efort militar de obținere a independenței naționale, descriind în același timp – așa cum a specificat în 1897 criticul german William Ritter, „războiul văzut cu ochii soldaților, nu cu al șefilor”.

### Secolul al XX-lea: repere postbelice
| Timbru din anul 1952 de Dimitrie Știubei | Timbru din anul 1957 |
| ---------------------------------------- | -------------------- |
|                                          |                      |

Cu ocazia sărbătoririi a 75 de ani de la independența României din anul 1877, în anul 1952, în plină epocă stalinistă, s-a tipărit un timbru inedit. Machetatorul timbrului s-a folosit de imaginea Atacului de la Smârdan și în loc de a figura cei doi soldați români pe care artistul i-a reprezentat, el a înlocuit unul dintre soldați și a pus unul rus. Scopul acestei acțiuni a fost unul propagandistic de ilustrare a prieteniei ruso-române.
În anul 1957, cu ocazia împlinirii a 50 de ani de la decesul artistului Poșta Română a emis un timbru comemorativ pe care s-a înfățișat Atacul de la Smârdan. Timbrul a avut o valoare nominală de 1,75 lei.

### Secolul al XXI-lea
Din anul 2002, pe fondul blocării finalizării reabilitării clădirii Muzeului Național de Istorie al României, spațiul expozițional al muzeului care era deschis pentru vizitatori a fost restrâns la o optime. Din această cauză, tabloul se afla în luna martie a anului 2017 în depozitele muzeului pentru conservare, el neputând fi văzut de către public.
În anul 2007, un fragment din „Atacul de la Smârdan” a fost înfățișat pe aversul unui set de 3 monede dedicate aniversării a 130 de ani de la proclamarea independenței României. Monedele au fost puse în circulație de Banca Națională a României, pentru colecționari.
În anul 2007, Studiul Atacului de la Smârdan de la Muzeul Național de Artă al României a participat la expoziția dedicată aniversării centenarului decesului pictorului Nicolae Grigorescu organizată în sălile de expunere dedicate de către același muzeu.

### Circulație
După cum a fost precizat mai sus, pictura a fost mai întâi expusă în salonul Casei Covezdi din București timp de 2 săptămni în 1885, după care tabloul a fost expus permanent în sala de consiliu a Primăriei Capitalei până în anul 1910. Ulterior, acesta a fost cedat Pinacotecii statului. Deținătorul actual al operei este Muzeul Național de Istorie al României,

### Versiuni

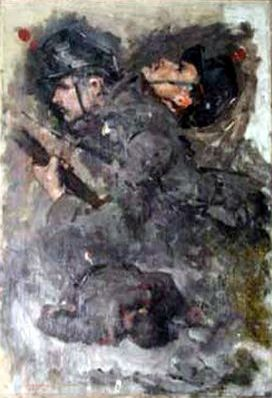
Infanteriști la atac - schiță la Muzeul Militar Național din București

Tablourile pe care Nicolae Grigorescu le-a făcut după terminarea războiului, cum sunt Atacul de Smârdan și Dorobanțul, au ajuns în contemporaneitate sub forma mai multor variante: mai multe studii în creion, în cărbune sau ulei, în care pictorul și-a fixat elementele principale ale compozițiilor pe care le va face ulterior. Au mai rămas unele studii sub formă de schițe sumare, în fuga penelului, și altele, picturi finalizate.
Este de remarcat că schița primitivă a Atacului de la Smârdan, aflată astăzi într-o colecție la Ploiești, este mult mai tumultuoasă în compoziție și pare mai sinceră, mai avântată și mai personal și mai liber pictată. Mai există o variantă la Galeria de Artă Românească a Muzeului Național de Artă al României și una finală de mari proporții la Muzeul de Artă din Craiova. Comparând opera de la Craiova cu Rodica de la Banca Națională a României și cele două imense picturi cu care cu boi, unul în colecția Castelului Peleș și unul în cea a moștenitorilor profesorului Peretz, ea este net superioară.[J]
Alte Studii pentru Atacul de la Smârdan sunt deținute de Muzeul de Artă din Constanța (ulei pe pânză) și de Muzeul Brukenthal (ulei pe pânză 34x40,5 cm). Un desen în cărbune și cretă albă pe hârtie (25,4 x 32,7 cm) și o acuarelă pe hârtie (32.5 x 55 cm) sunt deținute de către Muzeul Național de Artă al României.
O schiță în ulei pe pânză intitulată Infanteriști la atac, realizată după încheierea războiului și folosită ulterior la realizarea Atacului de la Smârdan, se găsește în colecția Muzeului Militar Național.

### Incertitudini și controverse
- B Pictura Bătălia de la Călugăreni  - în perioada când se afla în pădurea Fontainebleau, printre portrete de țărani și peisaje, Nicolae Grigorescu a pictat, conform unor vagi informații bibliografice neprecizate, o compoziție cu tematică istorică intitulată Bătălia de la Călugăreni.[69][70] Ea a fost realizată în anul 1868, anterior cunoscutei lucrări a lui Theodor Aman cu același nume.[70] Prin factura sa sau poate prin motivul folosit, acest tablou demonstrează preocupările pe care Grigorescu le avea în acea vreme.[69] Pictura este o compoziție istorică văzută ca un peisaj, cu personaje grupate într-un mod liber, fără a fi grevate de vreo construcție de tip academist.[69] Figurile umane participă prin cromatica folosită la vibrația atmosferei și a câmpului descris într-o gamă de brunuri sumbre.[69] Profilată pe un nimb luminos de griuri, din mijlocul acestora se desprinde silueta eroului.[70] Întreaga lucrare nu este decât o idee sumară a unei compoziții prin care pictorul a dovedit că a știut să conceapă o scenă vastă de luptă, pornind totul de la o idee și intuiție picturală și nu de la folosirea unor tipare abstracte.[69][70]
- G Realizarea operelor de mari dimensiuni la Paris - după spusele criticului și istoricului de artă George Oprescu. Se pare că picturile de mari dimensiuni pe care Grigorescu le-a realizat despre Războiul de Independență al României din 1877 au fost expuse la Paris și nu au fost făcute în întregime în România.[63] Prietenul din ultimii ani ai artistului, C.I. Istrati, a declarat că puteau fi făcute tablouri de mari dimensiuni în atelierul pe care Grigorescu îl avea la Paris.[71][63][G] Atacul de la Smârdan a fost cu siguranță început la București, așa cum reiese dintr-o informație publicată în L'Independence Roumanie.[63][I]
- J Încă un studiu pentru Atacul de la Smârdan la Cluj - există informații neverificate că s-ar mai fi descoperit un studiu pentru Atacul de la Smârdan într-o colecție privată din Cluj.[39] Lucrarea ar avea pe verso o însemnare olografă (după mărturia proprietarului) potrivit căreia pânza ar fi aparținut inițial familiei lui Dimitrie Sturdza.[39]
- K Terenul de la Câmpina pe care a Nicolae Grigorescu și-a construit casa, se pare că ar fi fost achiziționat cu banii primiți pe lucrarea Atacul de la Smârdan.[72]
- L Atacul de la Smârdan aflat la Muzeul de Artă de la Craiova se pare că ar fi fost primul tablou pe care Nicolae Grigorescu l-ar fi făcut pentru Primăria Bucureștiului. Din motive necunoscute, Nicolae Grigorescu a realizat încă o lucrare, de dimensiuni mai mari, cea aflată în prezent la Muzeul de Istorie al României. Datorită dimensiunii mai mici a celui de la Craiova se presupune că primăria a dorit de fapt un tablou mai mare decât cel prezentat inițial de pictor.[73]

## Subiectul luptei de la Smârdan în pictura românească
După trei ani de la terminarea Războiului de Independență al României din anul 1877, Nicolae Grigorescu realizase deja mai multe variante ale luptei de Smârdan. În anul 1881, Ministerul de Război l-a invitat pe Theodor Aman prin adresa nr. 3696 ce i-a fost adresată în ziua de 10 iunie, să-și spună doleanțele pecuniare pentru realizarea unei compoziții cu același subiect:
„... Dom'le, Ministerul, pentru a memora episodele Campaniei din Bulgaria, doresce a poseda un Tablou lucrat de Dv. representând lupta de la Zmârdan (sic) în apropiere de Vidin. Daca aveți timpul necesar a lua acesta sarcină, vă rog a comunica Ministerului condițiile cu care doriți să luați acest angajament. În condiții se va specifica că tabloul să fie colorat, dimensiunile ce va avea, timpul în care'l veți lucra și suma de bani ce trebue să vi se plătescă. Vi se pate da de la Minister descripția detaliată a acestei lupte, și dacă credeți necesar ca Dv se mergeți în localitate pentru studiu posiții, Ministerul de Resbel este gata a interveni spre a vi se da autorisație să o visitați.”
Theodor Aman nu a onorat comanda Ministerului de Război. Istoricul și criticul de artă Adrian Silvan-Ionescu a cercetat arhivele timpului dar nu a identificat nici răspunsul pe care Aman ar fi trebuit să-l dea Ministerului și nici motivele pentru care comanda nu a fost executată.

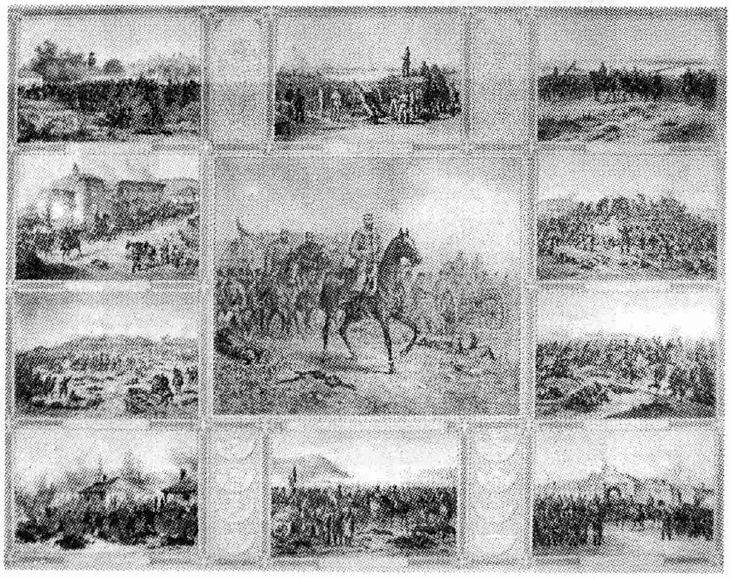
Carol I al României în capul Armatei Sale - litografie de Johann Nepomuk Schonberg

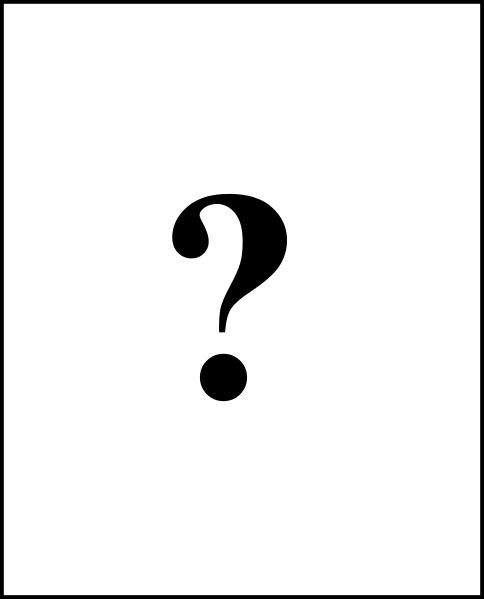
Bătălia de la Smârdan - de G.D. Mirea din anul 1889 - (ajutați Wikipedia și găsiți imaginea)

G.D. Mirea a realizat după mai mulți ani - după unele surse în anul 1889, de la terminarea Războiului de Independență din anul 1877 o pictură în care a figurat Bătălia de la Smârdan. Folosind schițele pe care le-a făcut cu ani în urmă pe front, a executat scena în stilul lui Nicolae Grigorescu, nu prea întunecoasă dar învăluită în fum într-un mod similar. Punctul de vedere al celui care privește scena confruntării este din spatele românilor adunați într-un atac de infanterie similar scenei imaginată de Grigorescu. Drumul soldaților este presărat cu morți și în mijlocul compoziției a figurat un vânător aplecat înainte într-o avântată poziție de atac la baionetă. Pentru acest detaliu principal al scenei, G.D. Mirea a folosit unul dintre crochiurile realizate direct pe front în anul 1877. Comparând cu imaginea creată de Nicolae Grigorescu, efectul pe care Mirea l-a făcut nu a reușit să devină electrizant ca în tabloul maestrului de la Câmpina, unde privitorul apare în mod evident acaparat de iureșul atacului, trăind senzația de participare la acțiunea pe care o contemplă.
Conform criticii dure aduse de către Ion Frunzetti, Mirea a încercat să realizeze compoziția Bătălia de la Smârdan cu materialele adunate în caietul său de schițe de pe timpul campaniei din Bulgaria. Tabloul este expus astăzi pe simezele Muzeului Militar Central. După spusele lui Frunzetti, el este departe de a putea fi alăturat eboșelor în ulei ale lui Grigorescu. Prin comparație cu numeroasele variante făcute de Nicolae Grigorescu, preferințele publicului amator de artă din acele timpuri pentru portretistica convențională afișată de Mirea, par a fi neavenite. Opera definitivă a acestuia referitoare la Smârdan, îl relevă pe artist la o distanță de mai mult de un deceniu de la terminarea războiului și de autenticitatea lui vie, ca fiind intrat într-o zonă de preocupări tematice la care a vrut să se alinieze prin anecdotică sau literatură și nu printr-un efort concentrat în realizarea unei opere adevărate. Nici gama cromatică, nici arabescul grafic și nici măcar unitatea compozițională a lucrării nu dovedesc că aceasta ar fi rezultatul unui proces psihic. Evident, pictura lui Mirea este un artefact care a rezultat ca urmare a unei comenzi.
Absolvent al Academiei Regale de Arte Frumoase de la Viena, artistul polonez refugiat în România - Henryk Dembitzky (n. 1830 - d. 1906) a debutat ca litograf la București. Fiind stabilit la Brăila el a colaborat cu publicația Calendarul pentru toți românii unde a prezentat o serie de litografii colorate cu subiecte din Războiul de Independență: Căderea redutei Grivița (1881), Trecerea armatei române în Dobrogea, Căderea Plevnei și predarea lui Osman Pașa, Bătălia de la Schit-Rahova (1879), Proclamarea Regatului României și Bătălia de la Smârdan (1880).

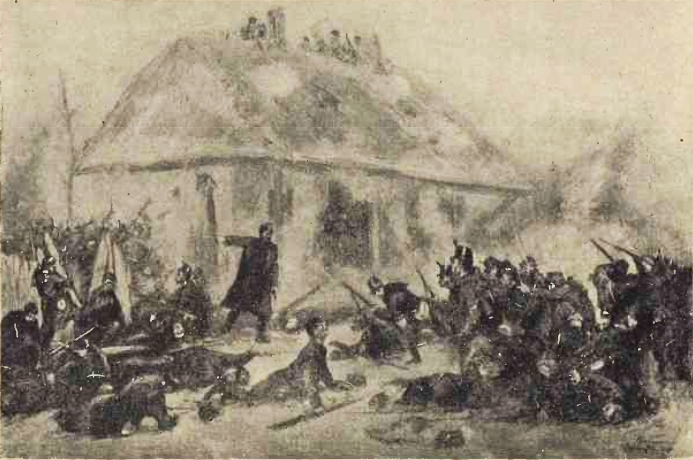
Lupta de la Smârdan - de Oscar Obedeanu

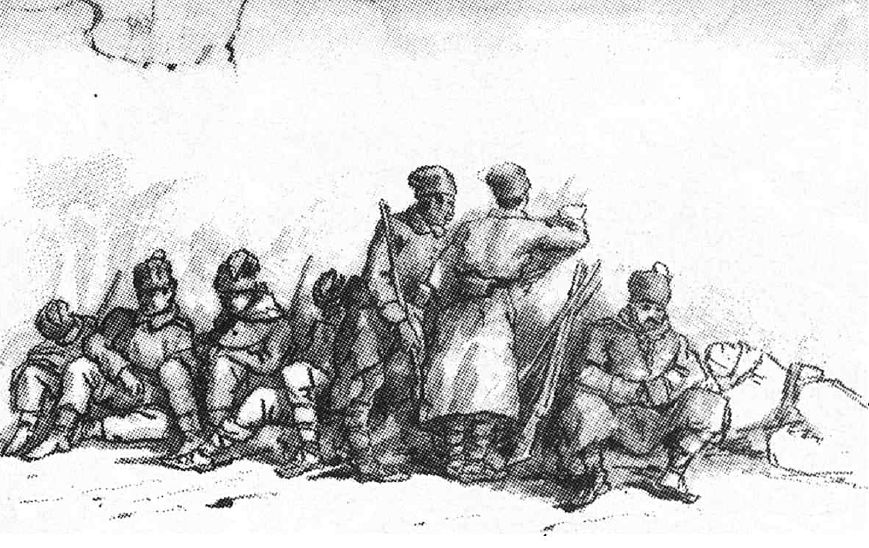
Soldați români în fața redutei de la Smârdan - de Carol Popp de Szathmári

La Institutul de Arte Grafice al lui J. Haupt din Viena, Johann Nepomuk Schonberg a tipărit o litografie intitulată Carol I al României în capul Armatei Sale din campania Războiului din 1877-1878. Pe planșă apar traducerile în franceză și germană alături de textul în limba română. În mijlocul litografiei se află scena Carol I al României înaintea Griviței la 30 august 1877. În jurul scenei centrale se găsesc o serie de zece scene mai mici, fiecare dintre ele având consemnată datarea și localizare ei. Câteva dintre acestea au fost publicate anterior acestei litografii în periodicele ilustrate. Privind în sensul orar, ele sunt: (18 Aprilie) Oltenița (30 Apr); (15 Mai) Calafat (27 Mai) inspirată de una din fotografiile lui Szathmari din albumul Suvenir din Resbelul 1877-78; (20 August) Calafat (1 Septembrie); (27 August) Grivița (8 Septembrie); (8 Noiembrie) Rahova (21 Noiembrie); (12 Februarie) Vidin (24 Februarie); (8 Noiembrie) Plevna (10 Decembrie); (12 Ianuarie) Smârdan (24 Ianuarie); (30 August) Grivița (11 Septembrie); (19 Iulie) Nicopole (31 Iulie).[M]
Există o lucrare atribuită lui Carol Popp de Szathmári care a fost publicată ca ilustrată în periodicul Resboiul nr. 527/ 3 ianuarie 1879, ea fiind intitulată Soldați români în fața redutei de la Smârdan. Schița originală a fost realizată în tuș și creion și se află astăzi la Muzeul Național de Artă al României. În ea au fost înfățișați doi dorobanți care scrutează depărtarea în picioare prin ambrazura propriului retrasament. În același timp, alții stau așezați cu genunchii la gură și cu brațele strânse la piept într-o încercare de a se încălzi. Prin comparație, lucrarea este mult mai vie față de copiile făcute în tehnica litografiei și nu a xilografiei. După cum se poate observa din schiță, fizionomiile sunt caracteristice modului de reprezentare a lui Szathmári.
În România comunistă, este menționată în anul 1952 într-un referat al aparatului de propagandă Ecaterina Zăinescu, autoarea lucrării
Veteranul Mihai Buțureanu explicând atacul de la Smârdan.

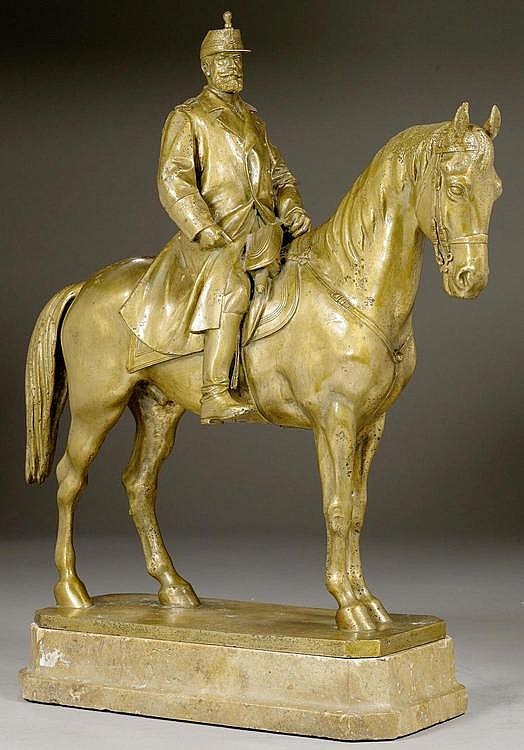
Regele Carol I călare - de Oscar Späthe
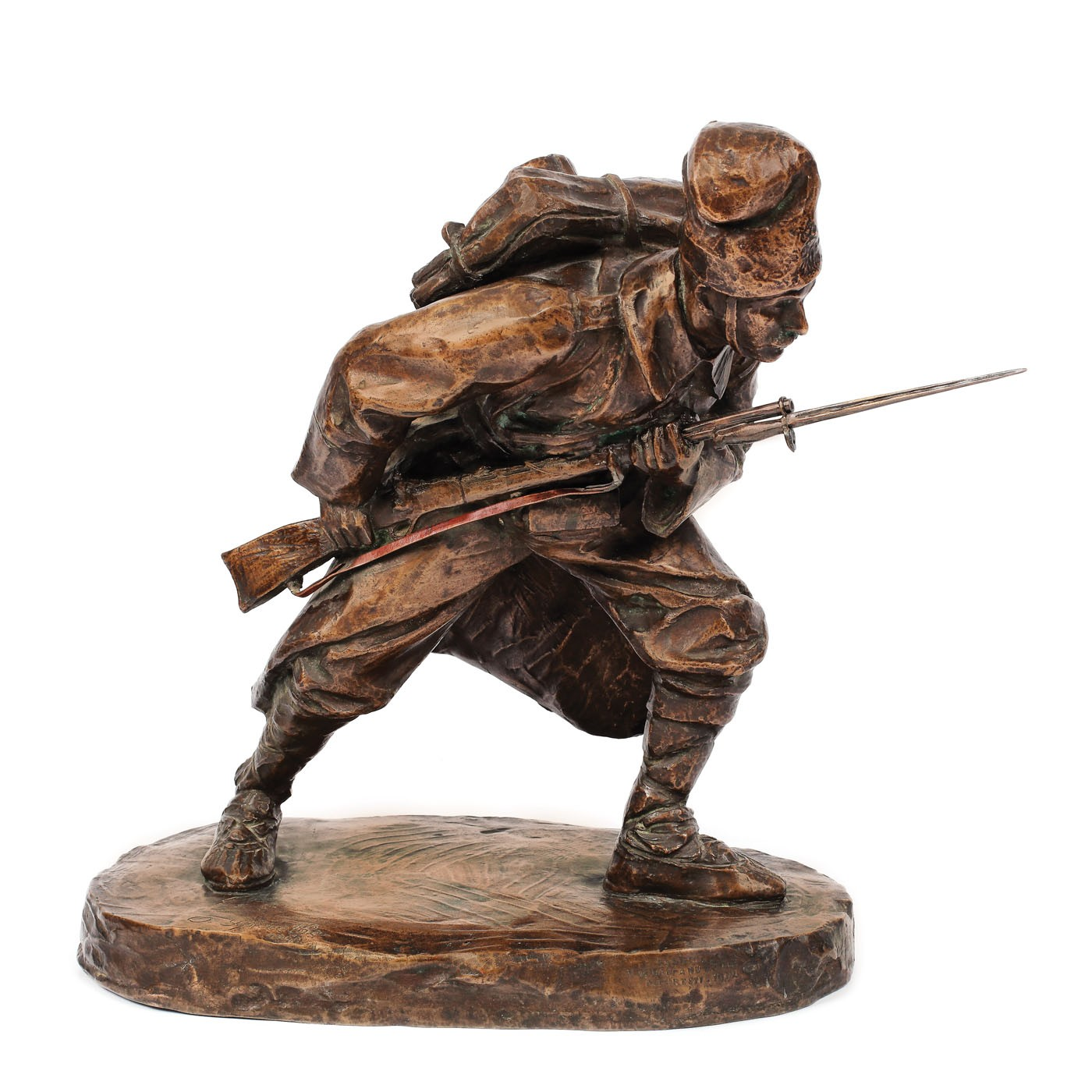
Dorobanțul - de Oscar Späthe
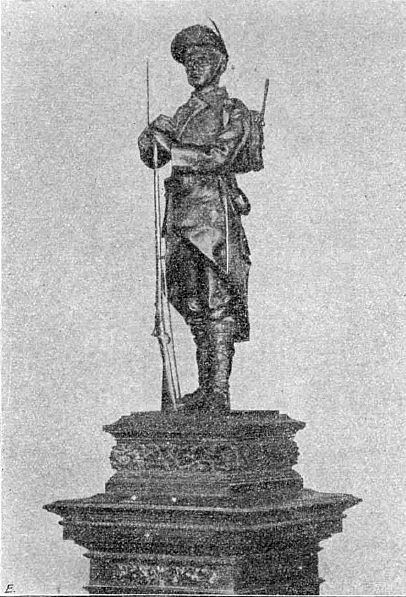
Dorobanțul - de Oscar Späthe

## Note

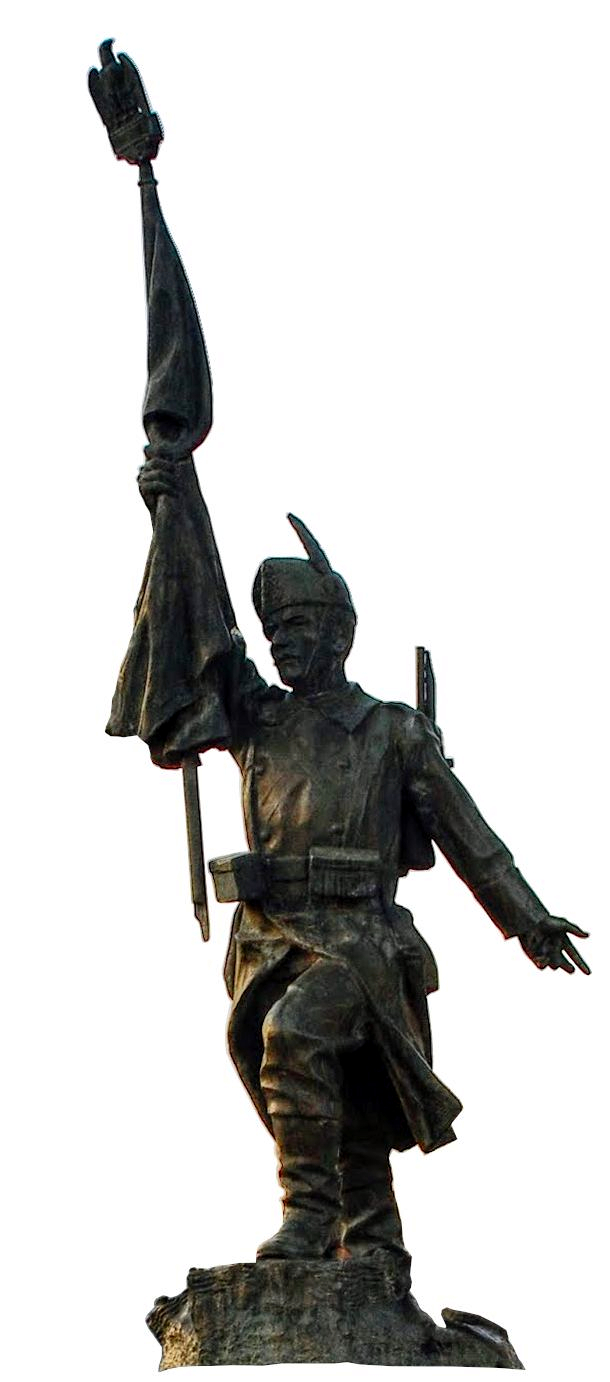
Dorobanț - de Frederic Storck